# Leichtathletik-Weltmeisterschaften 2013/Marathon der Männer

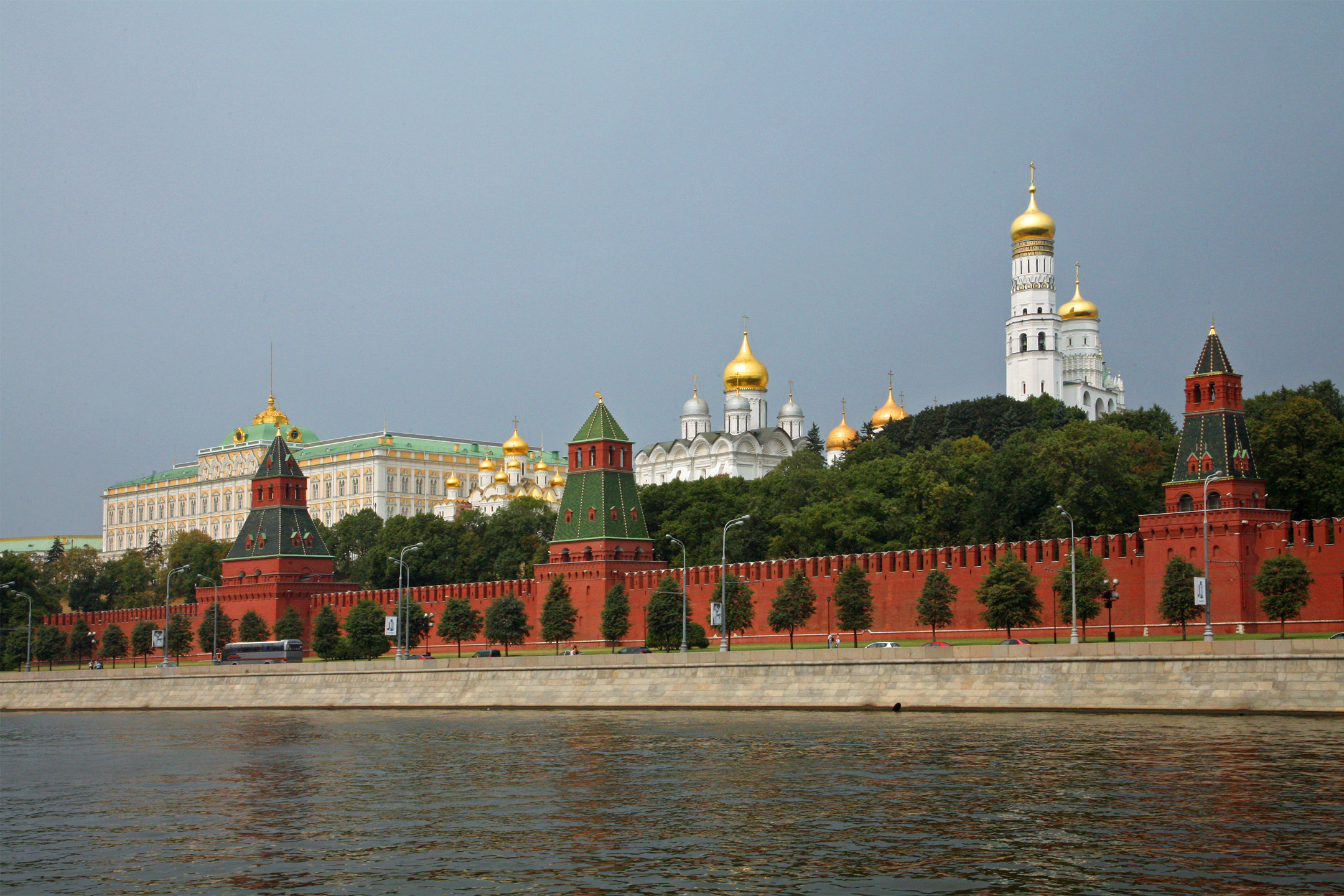
Blick auf Kremlmauer und Kreml im Jahr 2010

Der Marathonlauf der Männer bei den Leichtathletik-Weltmeisterschaften 2013 fand am 17. August 2013 um 15:30 Ortszeit in den Straßen der russischen Hauptstadt Moskau statt und war der vierte Lauf des World Marathon Majors des Jahres.
Mit Silber und Bronze errangen die äthiopischen Läufer in diesem Wettbewerb zwei Medaillen. Weltmeister wurde der aktuelle Olympiasieger Stephen Kiprotich aus Uganda. Er gewann vor Lelisa Desisa und Tadese Tola.

## Rahmenbedingungen
Der von 1997 bis 2011 ausgetragene Marathon-Cup, eine Teamwertung, die nicht zum offiziellen Medaillenspiegel zählte, wurde aus dem Programm genommen.
Es waren jedoch weiterhin fünf Teilnehmer je Nation erlaubt, in allen anderen Disziplinen lag die Höchstzahl bei drei Wettbewerbern je Land, wobei der Titelverteidiger unabhängig davon ein persönliches Startrecht besaß.

## Doping
Es waren zwei Dopingfälle zu verzeichnen:
- Der zunächst auf Rang 33 eingelaufene Jeremias Saloj aus Guatemala wurde zeitnah im Anschluss der Weltmeisterschaften des Dopings mit Erythropoetin (EPO) überführt und disqualifiziert.[1]
- Dem Marokkaner Hafid Chani, der das Rennen nicht beendet hatte, wurde für den 19. März 2010 anhand seines Biologischen Passes die Verwendung einer verbotenen Substanz nachgewiesen, was die Annullierung seiner von da an erzielten Resultate sowie eine vierjährige Sperre, die am 10. März 2019 begann, nach sich zog.[2]

## Bestehende Rekorde
| Weltrekord | 2:03:38 h | Patrick Makau Musyoki | Berlin-Marathon 2011, Deutschland | 25. September 2011 |
| WM-Rekord  | 2:06:55 h | Abel Kirui            | WM 2009 in Berlin, Deutschland    | 22. August 2009    |

Der bestehende WM-Rekord wurde bei diesen Weltmeisterschaften nicht eingestellt und nicht verbessert.

## Ergebnis

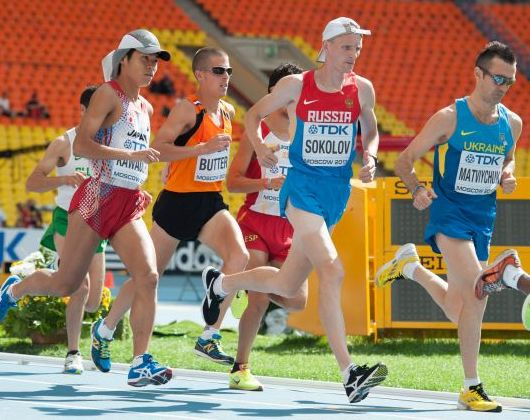
Start des Rennens im Stadion

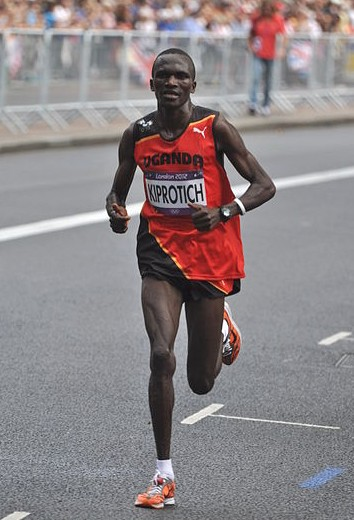
Auf den Olympiasieg 2012 folgte hier der WM-Titel für Stephen Kiprotich

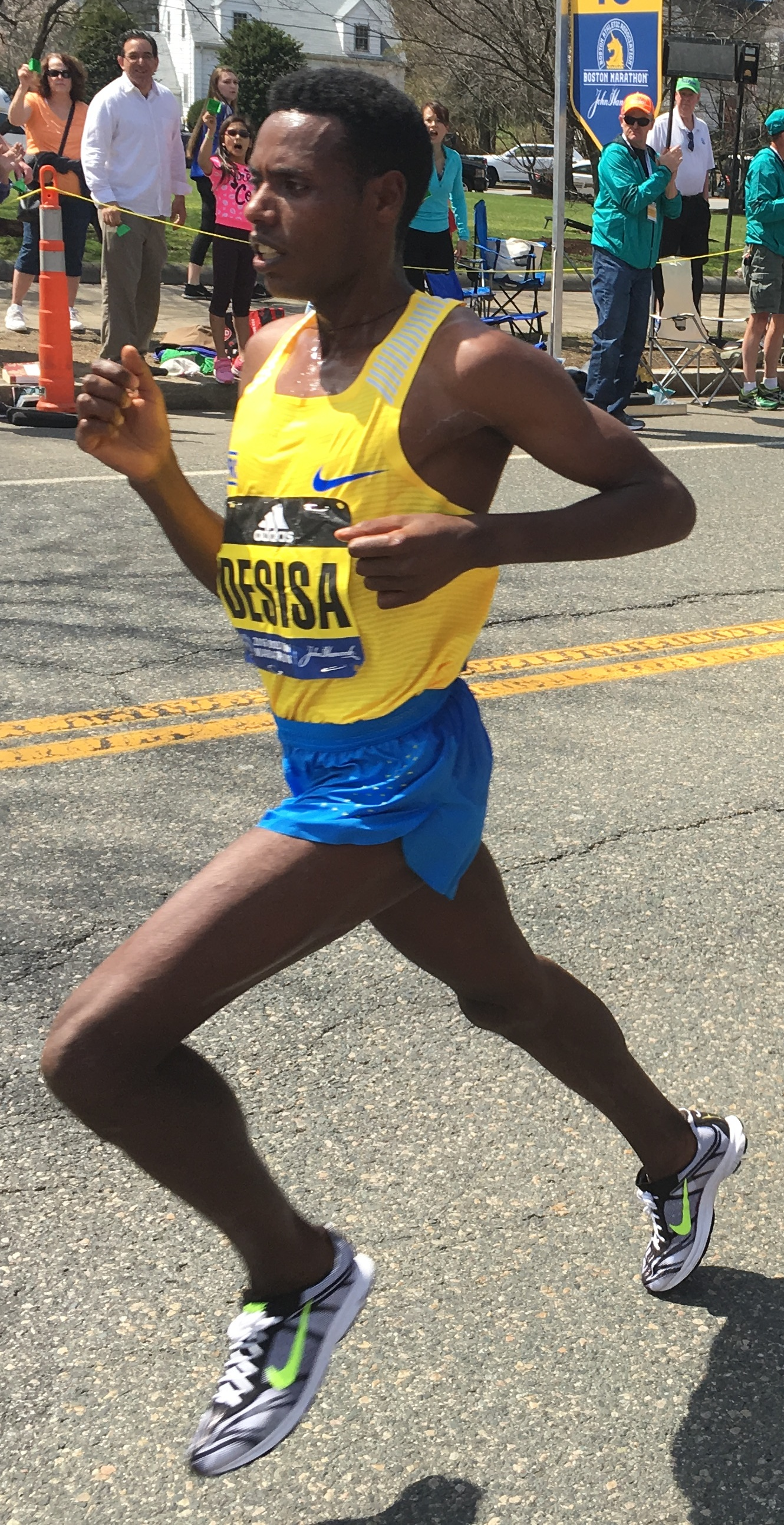
Vizeweltmeister Lelisa Desisa

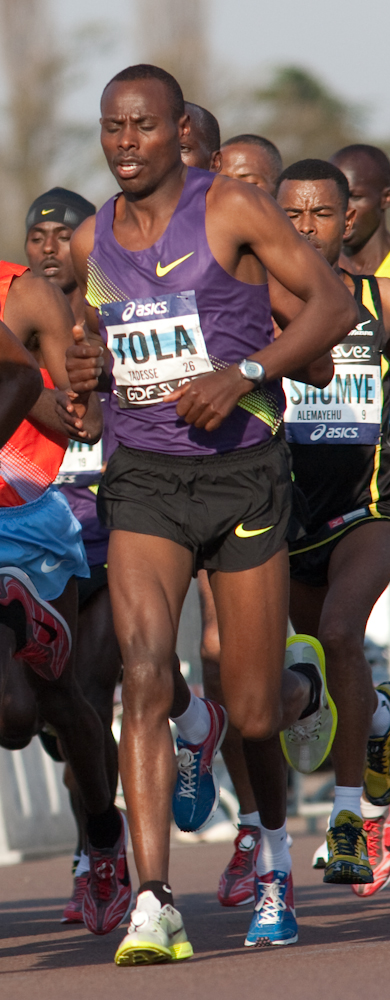
Bronzemedaillengewinner Tsegay Kebede

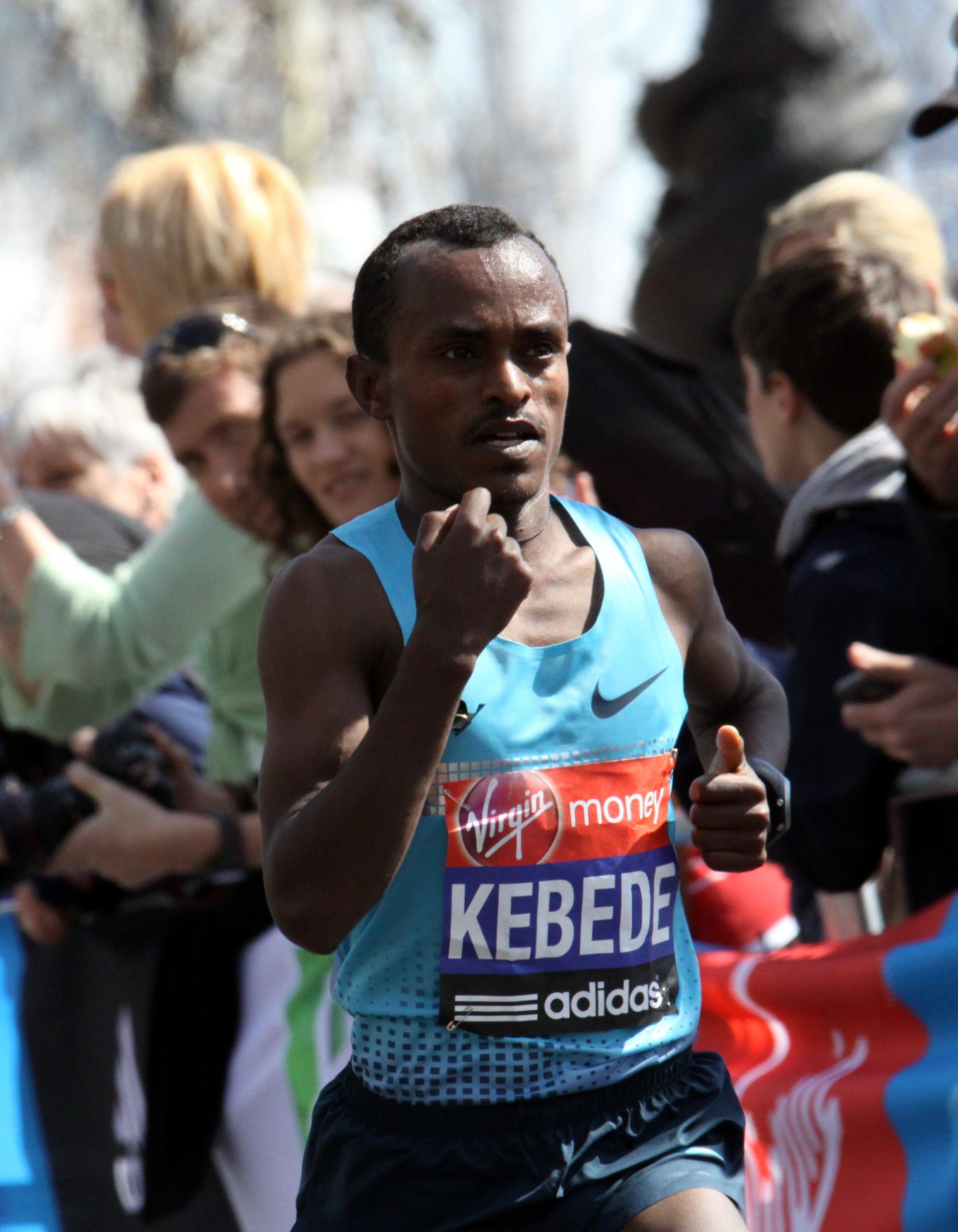
Tsegay Kebede belegte Rang vier

17. August 2013, 15:30 Uhr
| Platz | Athlet                 | Land                | Zeit (h)   |
| ----- | ---------------------- | ------------------- | ---------- |
|       | Stephen Kiprotich      | Uganda              | 2:09:51    |
|       | Lelisa Desisa          | Äthiopien           | 2:10:12    |
|       | Tadese Tola            | Äthiopien           | 2:10:23    |
| 04    | Tsegay Kebede          | Äthiopien           | 2:10:47    |
| 05    | Kentarō Nakamoto       | Japan               | 2:10:50    |
| 06    | Solonei da Silva       | Brasilien           | 2:11:40 SB |
| 07    | Paulo Roberto Paula    | Brasilien           | 2:11:40 SB |
| 08    | Yemane Tsegay          | Äthiopien           | 2:11:43 SB |
| 09    | Peter Kimeli Some      | Kenia               | 2:11:47    |
| 10    | Jockson Kiprop         | Uganda              | 2:12:12    |
| 11    | Beraki Beyene          | Eritrea             | 2:13:40 SB |
| 12    | Bernard Kiprop Kipyego | Kenia               | 2:14:01    |
| 13    | Jeffrey Eggleston      | USA                 | 2:14:23 SB |
| 14    | Masakazu Fujiwara      | Japan               | 2:14:29    |
| 15    | Javier Guerra          | Spanien             | 2:14:33    |
| 16    | Samuel Tsegay          | Eritrea             | 2:14:41 SB |
| 17    | Kazuhiro Maeda         | Japan               | 2:15:25    |
| 18    | Yūki Kawauchi          | Japan               | 2:15:35    |
| 19    | Abraham Kiplimo        | Uganda              | 2:16:25    |
| 20    | Rob Watson             | Kanada              | 2:16:28 SB |
| 21    | Paul Pollock           | Irland              | 2.16:42 SB |
| 22    | Mustafa Mohamed        | Schweden            | 2:17:09 SB |
| 23    | Martin Dent            | Australien          | 2:17.11 SB |
| 24    | Alexei Sokolow         | Russland            | 2:17:12    |
| 25    | Michael Kipyego        | Kenia               | 2:17:47    |
| 26    | Marius Ionescu         | Rumänien            | 2:18:31    |
| 27    | Daniel Tapia           | USA                 | 2:18:32 SB |
| 28    | Benjamin Malaty        | Frankreich          | 2:19:21    |
| 29    | Jordan Chipangama      | Sambia              | 2:19:47    |
| 30    | Miguel Ángel Almachi   | Ecuador             | 2:19:48 SB |
| 31    | Kifiom Sium            | Eritrea             | 2:20:01    |
| 32    | Chang Chia-che         | Chinesisch Taipeh   | 2:20:02 SB |
| 33    | Faustine Mussa         | Tansania            | 2:20:51    |
| 34    | Christian Kreienbühl   | Schweiz             | 2:21:17    |
| 35    | Bat-Otschiryn Ser-Od   | Mongolei            | 2:21:55    |
| 36    | Carlos Trujillo        | USA                 | 2:23:13 SB |
| 37    | Tilahun Alliyev        | Aserbaidschan       | 2:23:32    |
| 38    | Mohamed Ikoki Msandeki | Tansania            | 2:24:20 SB |
| 39    | Zohar Zemiro           | Israel              | 2:25:23    |
| 40    | Michael Ott            | Schweiz             | 2:26:02    |
| 41    | Wassyl Matwijtschuk    | Ukraine             | 2:26:21 SB |
| 42    | Sibusiso Nzima         | Südafrika           | 2:26:32    |
| 43    | Sung Ji-hun            | Südkorea            | 2:26:43    |
| 44    | Yin Shujin             | Volksrepublik China | 2:27:19    |
| 45    | Roman Prodius          | Moldau              | 2:29:08    |
| 46    | Hendrick Ramaala       | Südafrika           | 2:30:23    |
| 47    | Sergiu Ciobanu         | Moldau              | 2:34:17 SB |
| 48    | Kim Young-jin          | Südkorea            | 2:35:53    |
| 49    | Shawn Forrest          | Australien          | 2:39:09 SB |
| 50    | Michail Krassilow      | Kasachstan          | 2:44:31 SB |
| DNF   | Nicholas Kipkemboi     | Kenia               |            |
| DNF   | Bernard Kiprop Koech   | Kenia               |            |
| DNF   | Jobo Khatoane          | Lesotho             |            |
| DNF   | Tsepo Ramonene         | Lesotho             |            |
| DNF   | Mohamed Bilal          | Marokko             |            |
| DNF   | Hiroyuki Horibata      | Japan               |            |
| DNF   | Feyisa Lilesa          | Äthiopien           |            |
| DNF   | Ayam Lamdassem         | Spanien             |            |
| DNF   | Tayeb Filali           | Algerien            |            |
| DNF   | Yared Asmerom          | Äthiopien           |            |
| DNF   | Yonas Kifle            | Äthiopien           |            |
| DNF   | Jose Antonio Uribe     | Mexiko              |            |
| DNF   | Michel Butter          | Niederlande         |            |
| DNF   | Hermano Ferreira       | Portugal            |            |
| DNF   | Jean Pierre Mvuyekure  | Ruanda              |            |
| DNF   | Aadam Ismaeel Khamis   | Bahrain             |            |
| DNF   | Wissem Hosni           | Tunesien            |            |
| DOP   | Jeremias Saloj         | Guatemala           | 2:20:40    |
| DOP   | Hafid Chani            | Marokko             | DNF        |
| DNS   | Cephas Pasipamiri      | Simbabwe            |            |

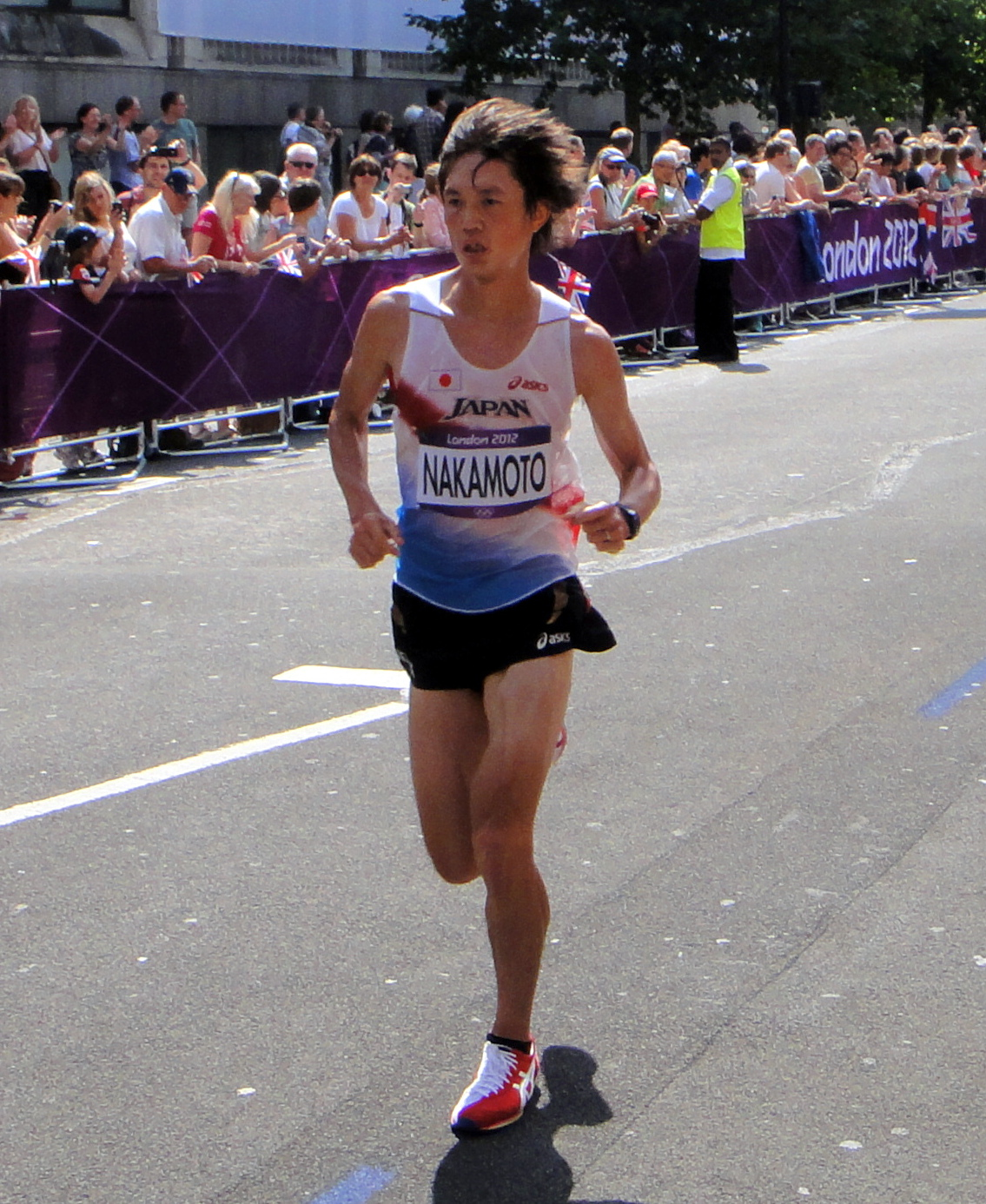
Kentarō Nakamoto kam auf den fünften Platz
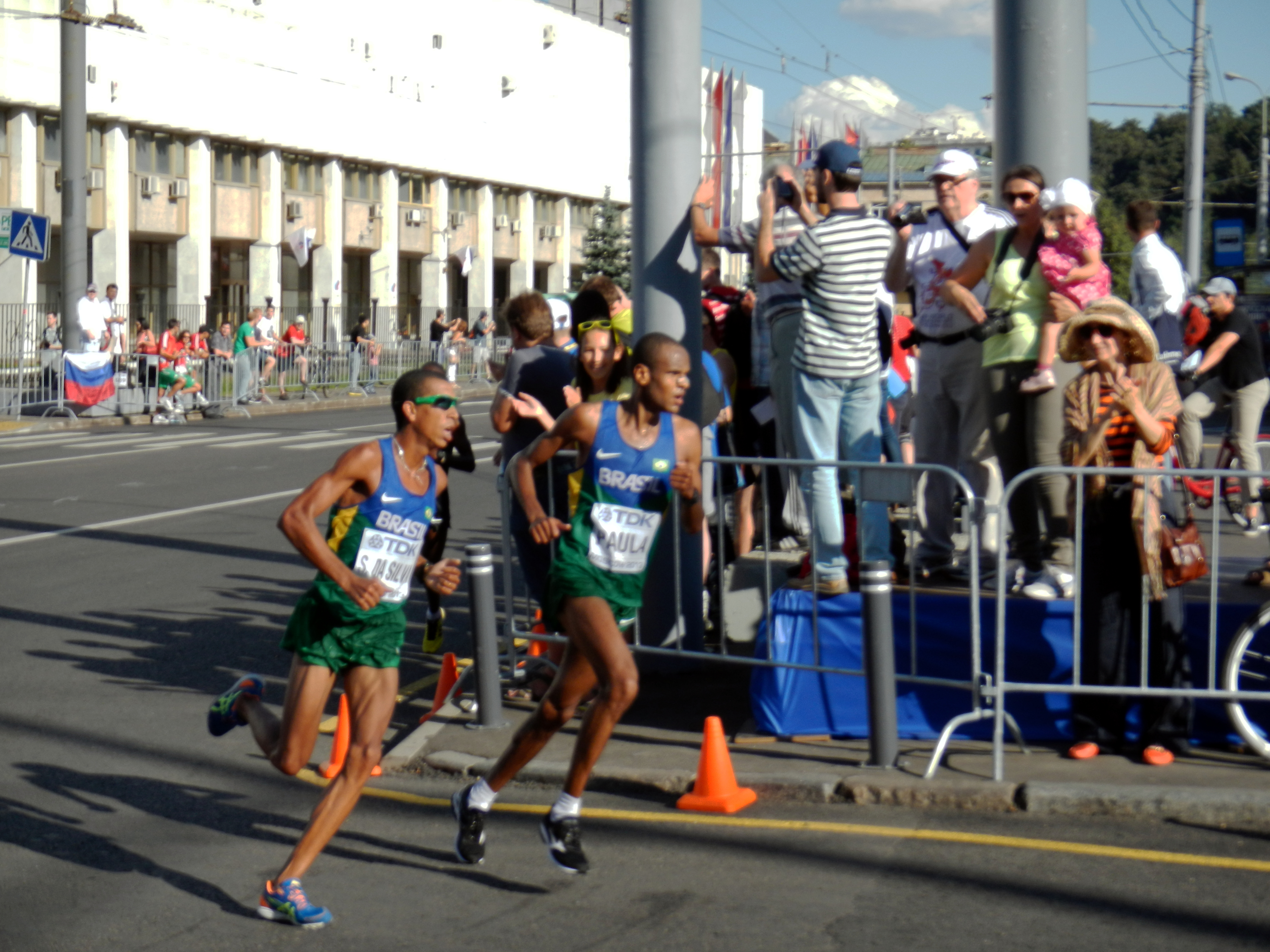
Solonei da Silva (links), Rang sechs / Paulo Roberto Paula, Rang sieben
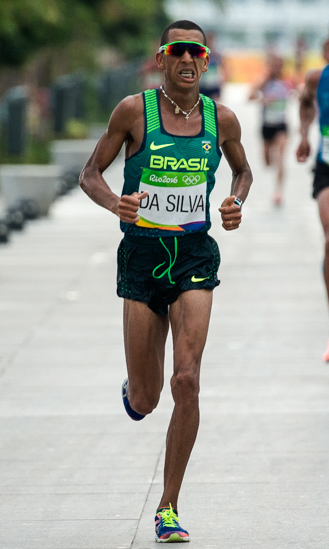
Solonei da Silva wurde Sechster

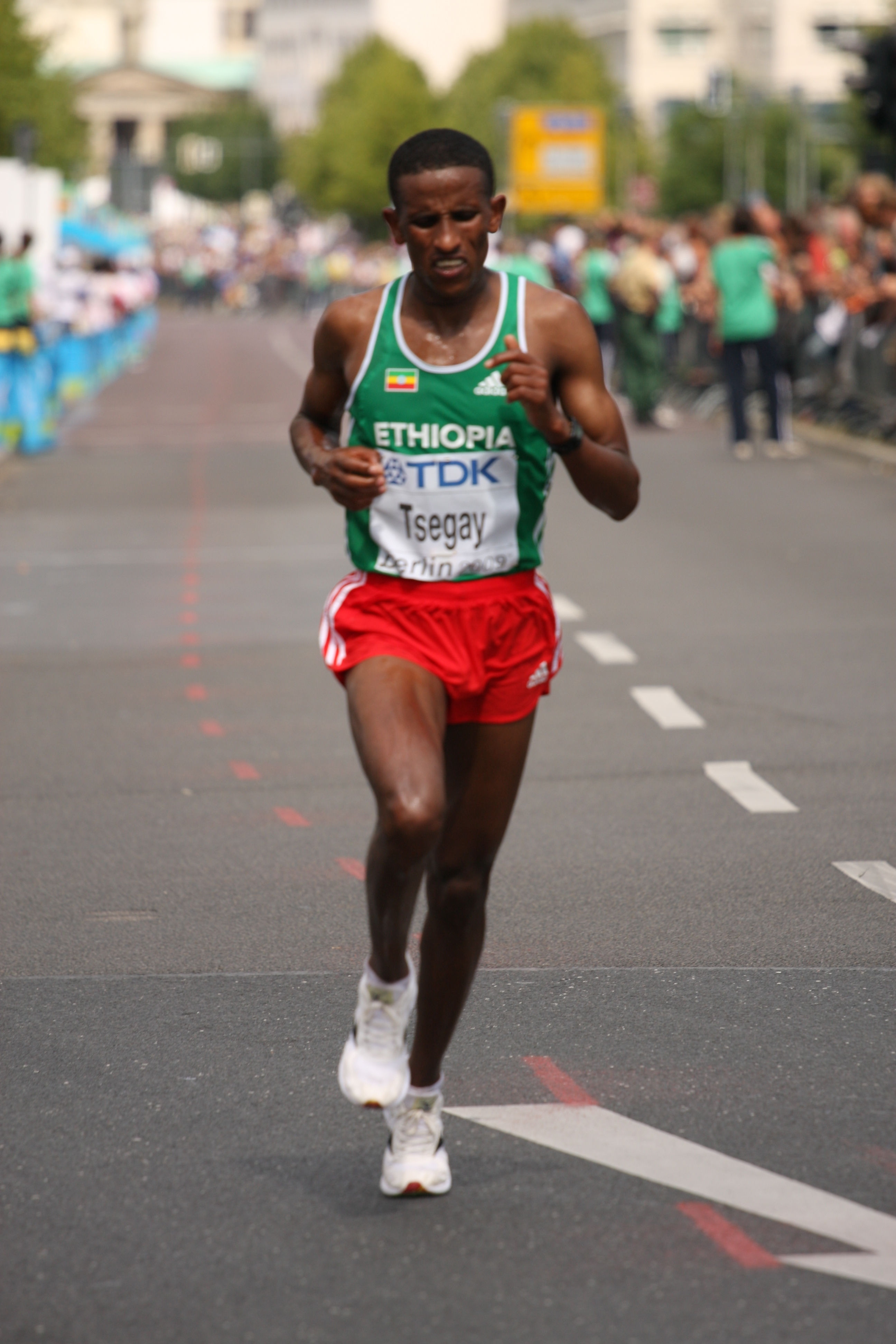
Der achtplatzierte Yemane Tsegay
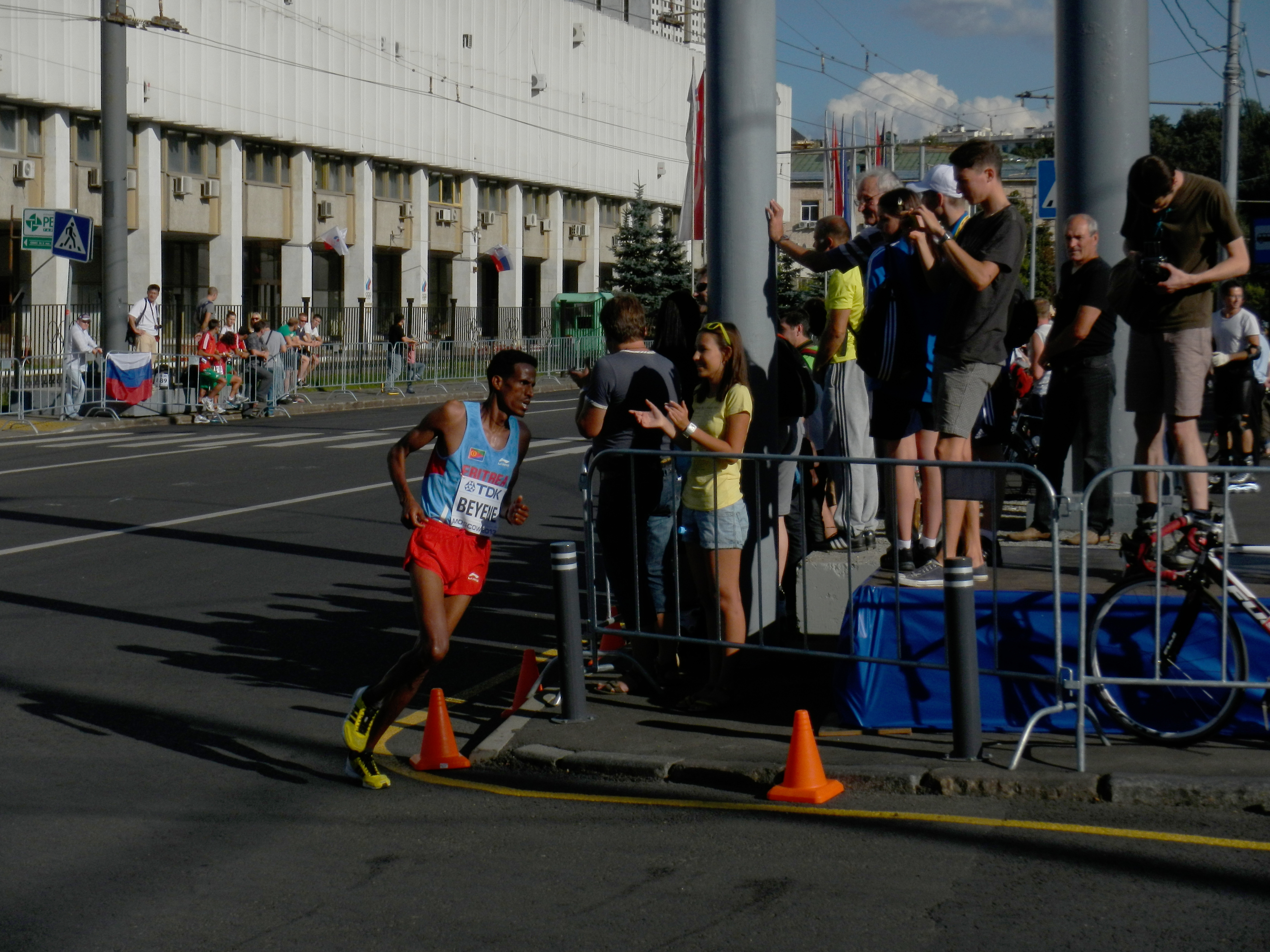
Rang elf für Beraki Beyene
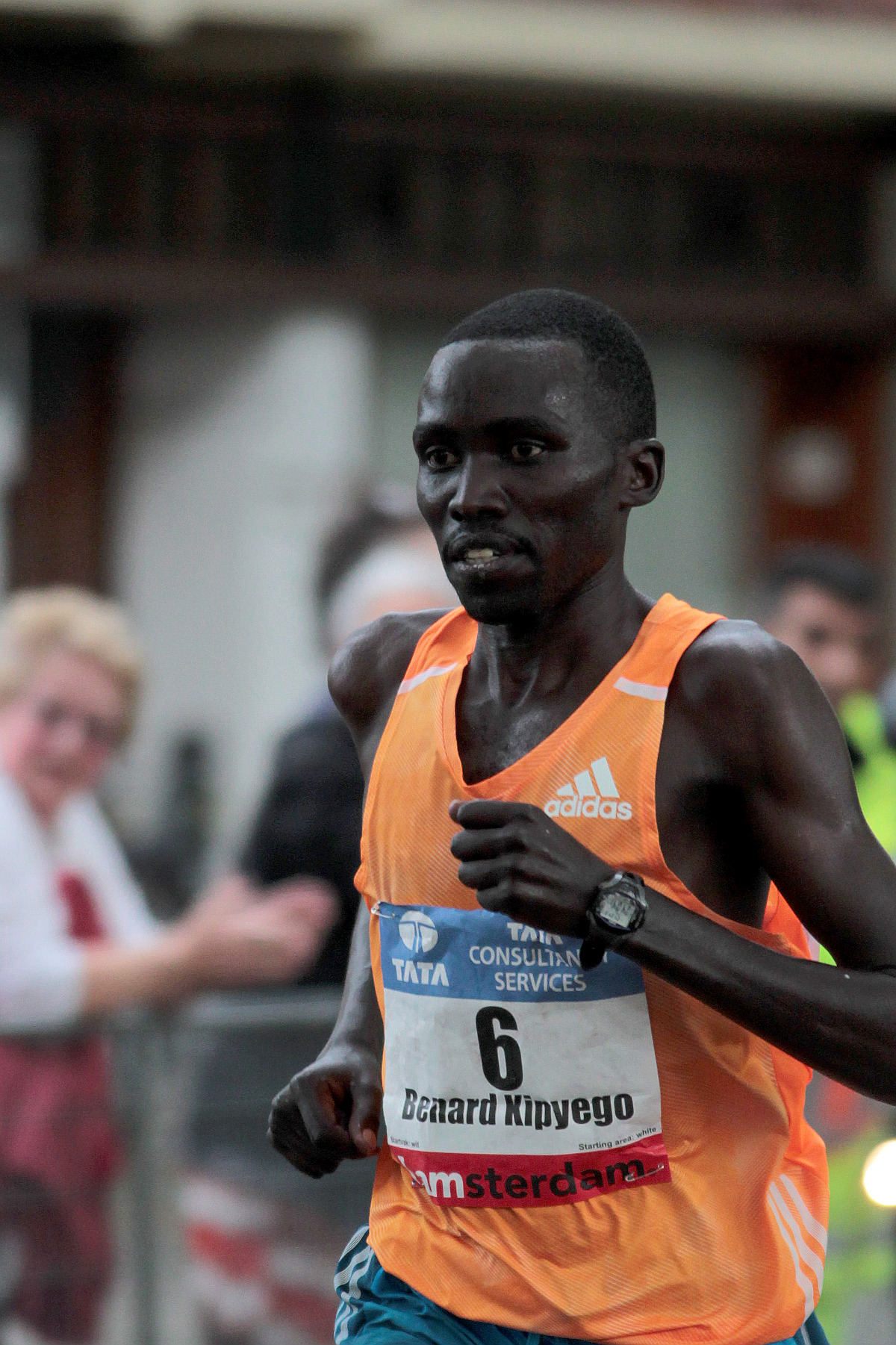
Bernard Kiprop Kipyego erreichte Platz zwölf
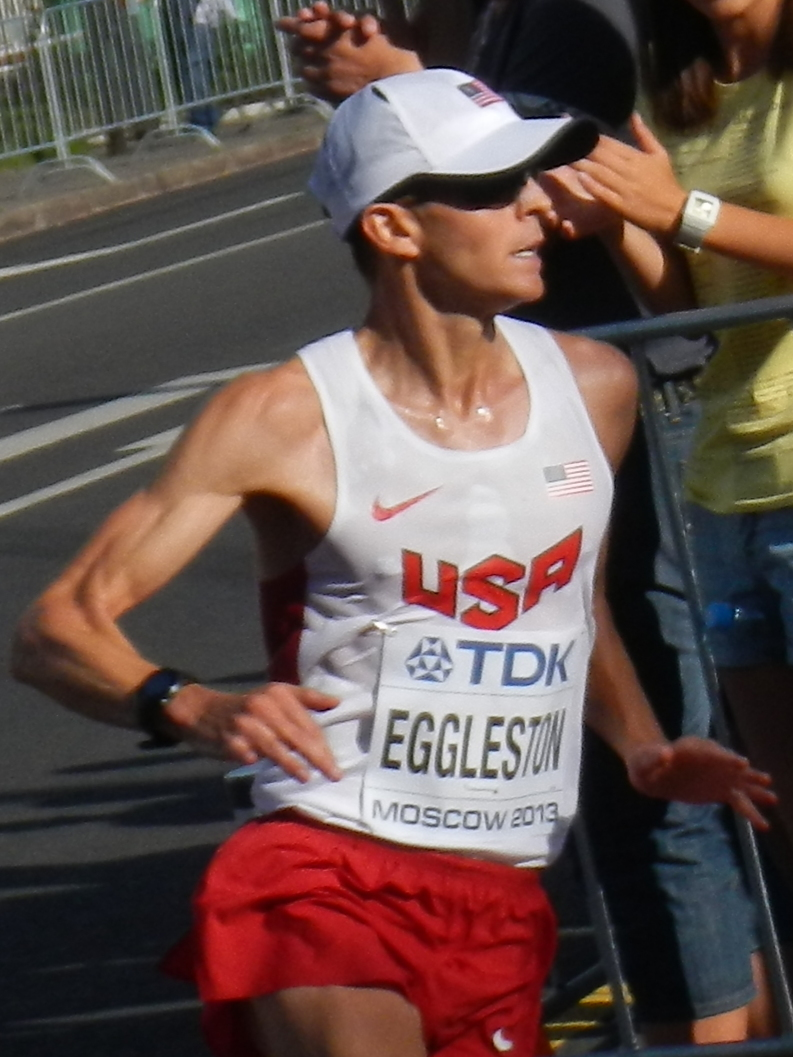
Jeffrey Eggleston – Rang dreizehn
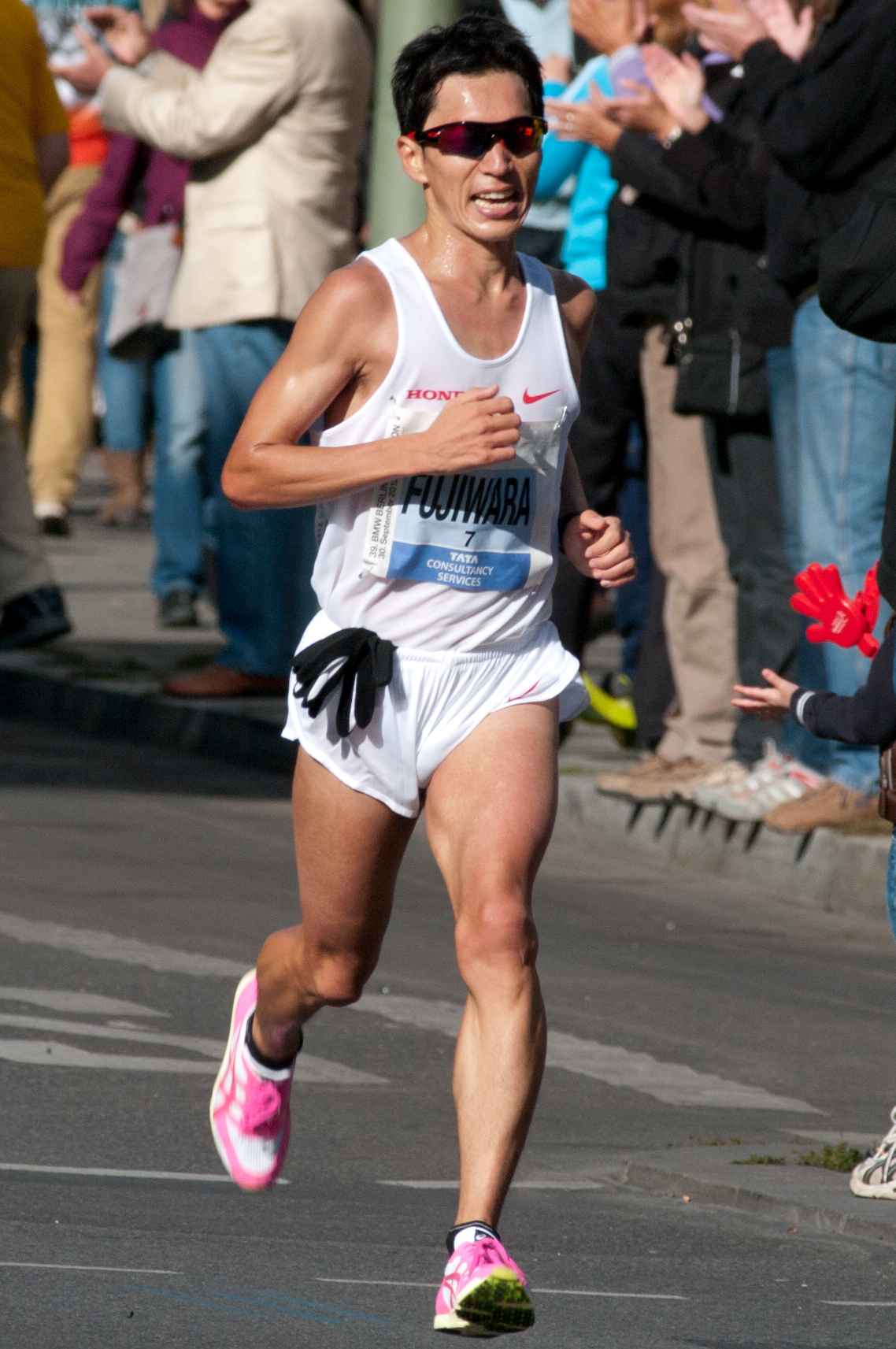
Masakazu Fujiwara – Rang vierzehn
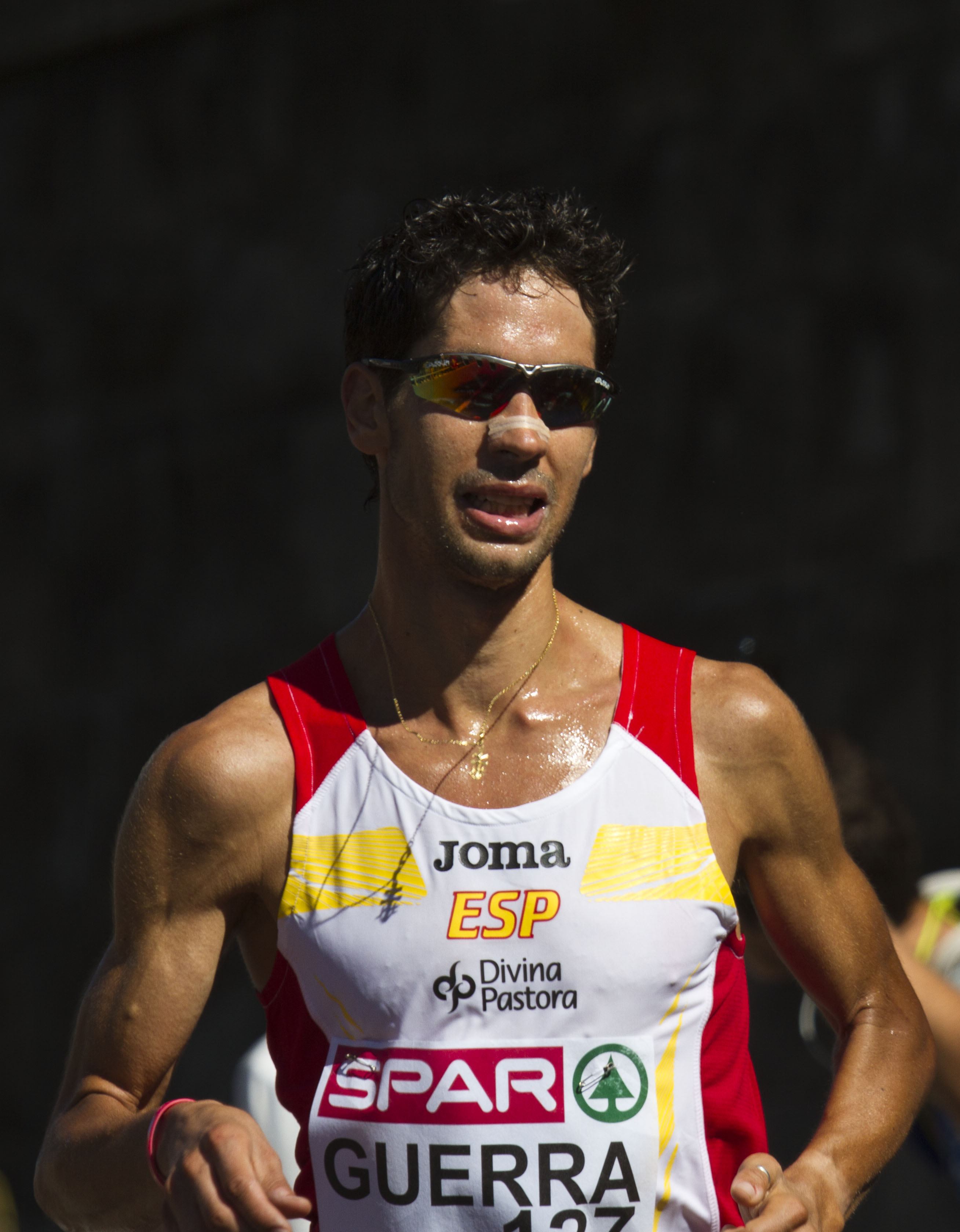
Javier Guerra – Rang fünfzehn
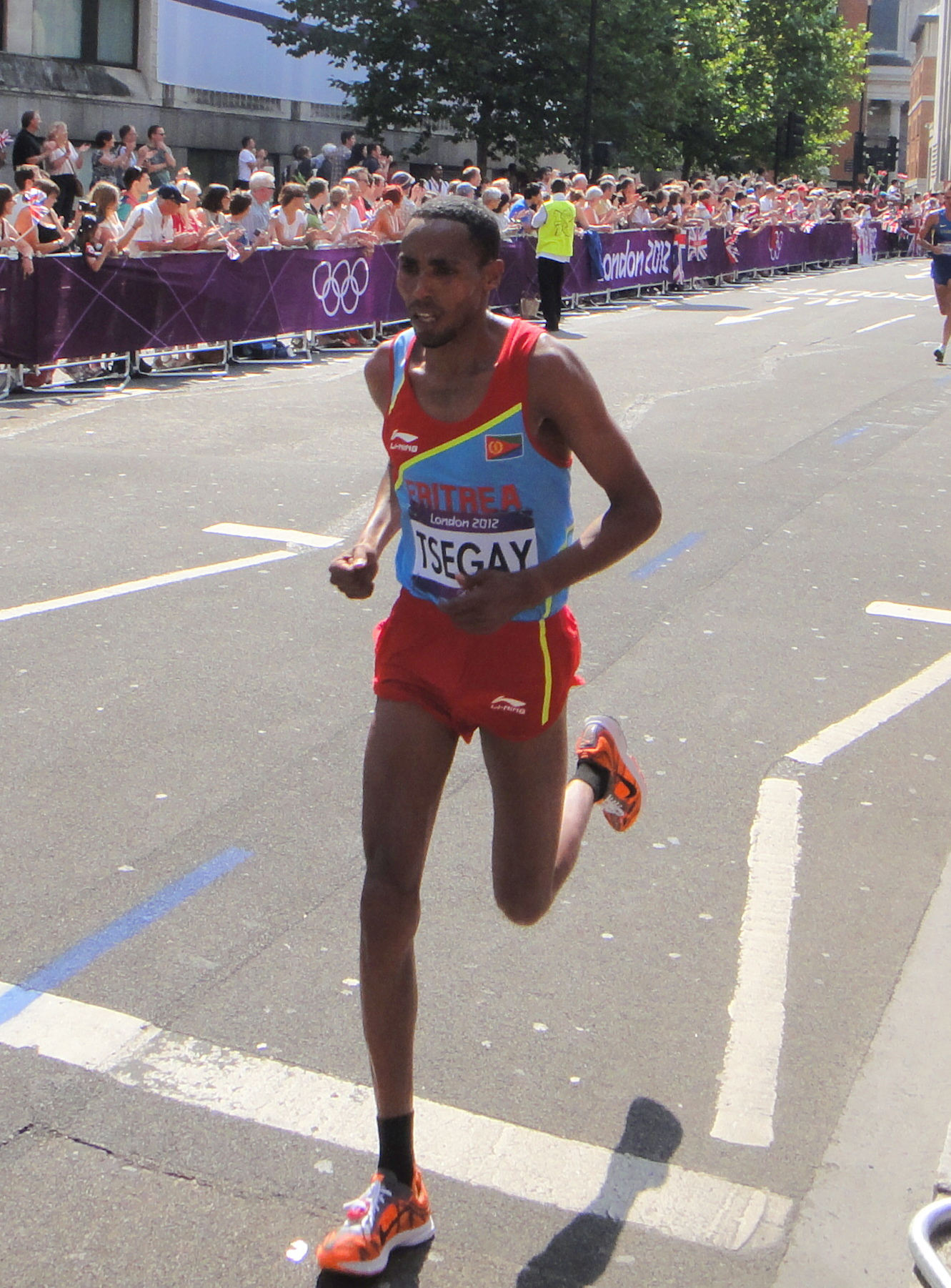
Samuel Tsegay – Rang sechzehn
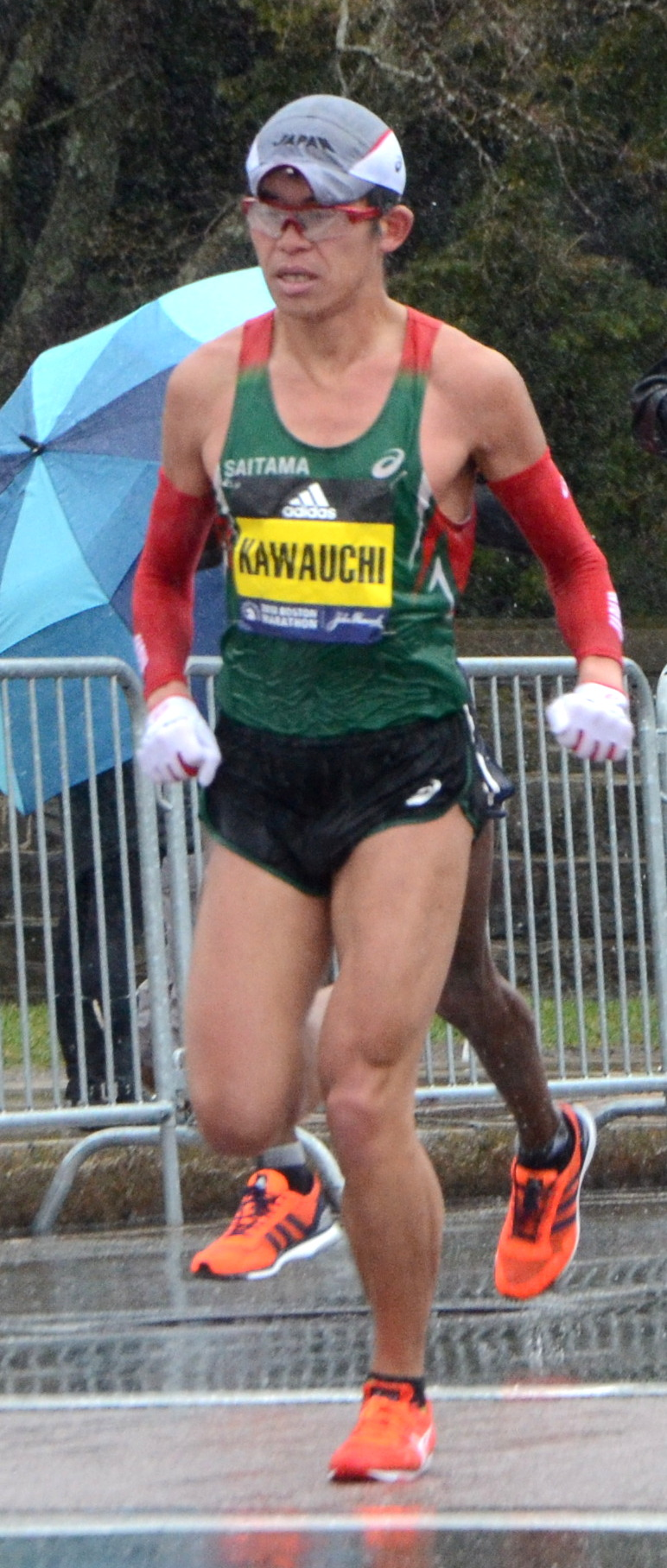
Yūki Kawauchi – Rang achtzehn
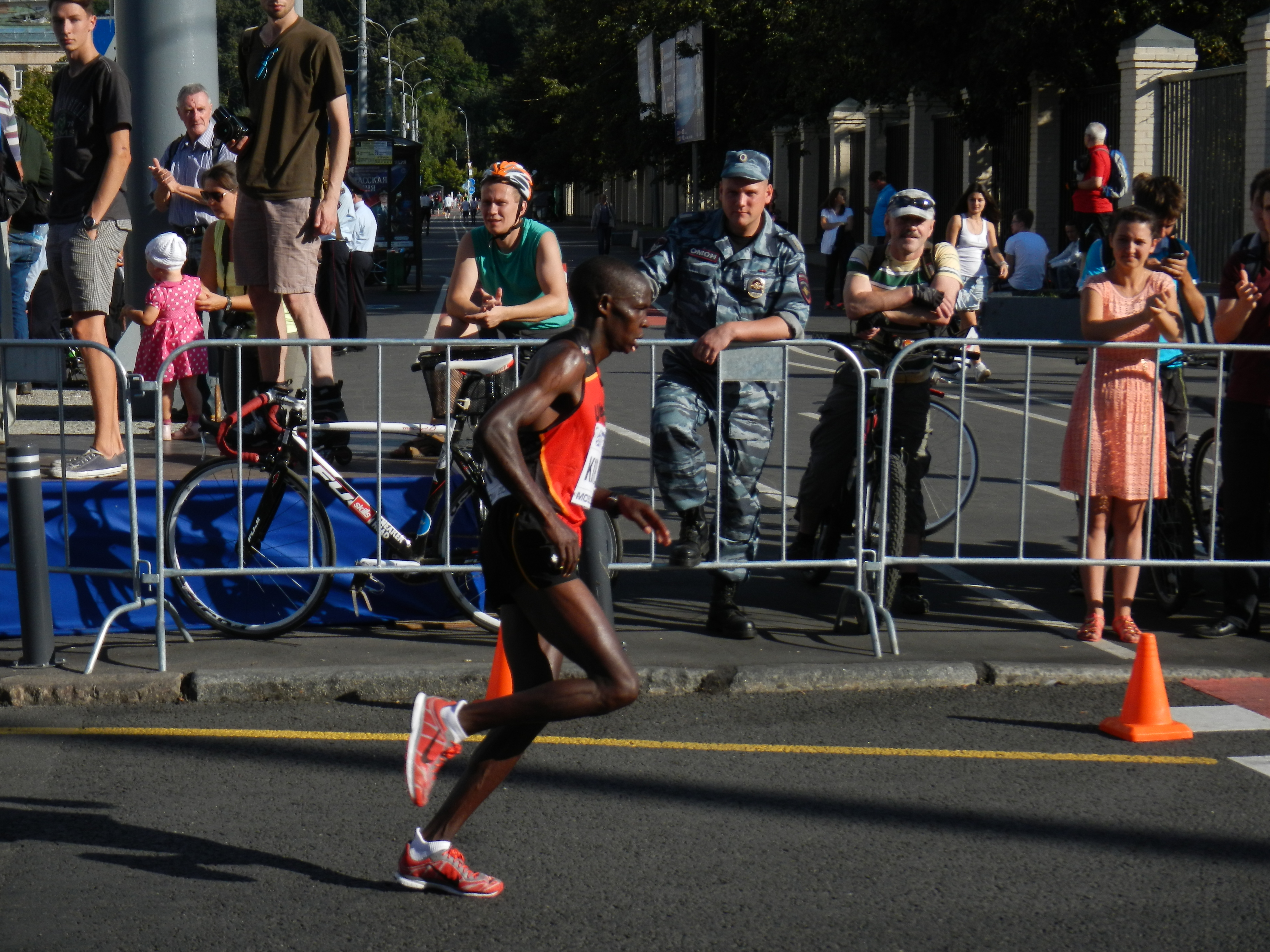
Abraham Kiplimo – Rang neunzehn
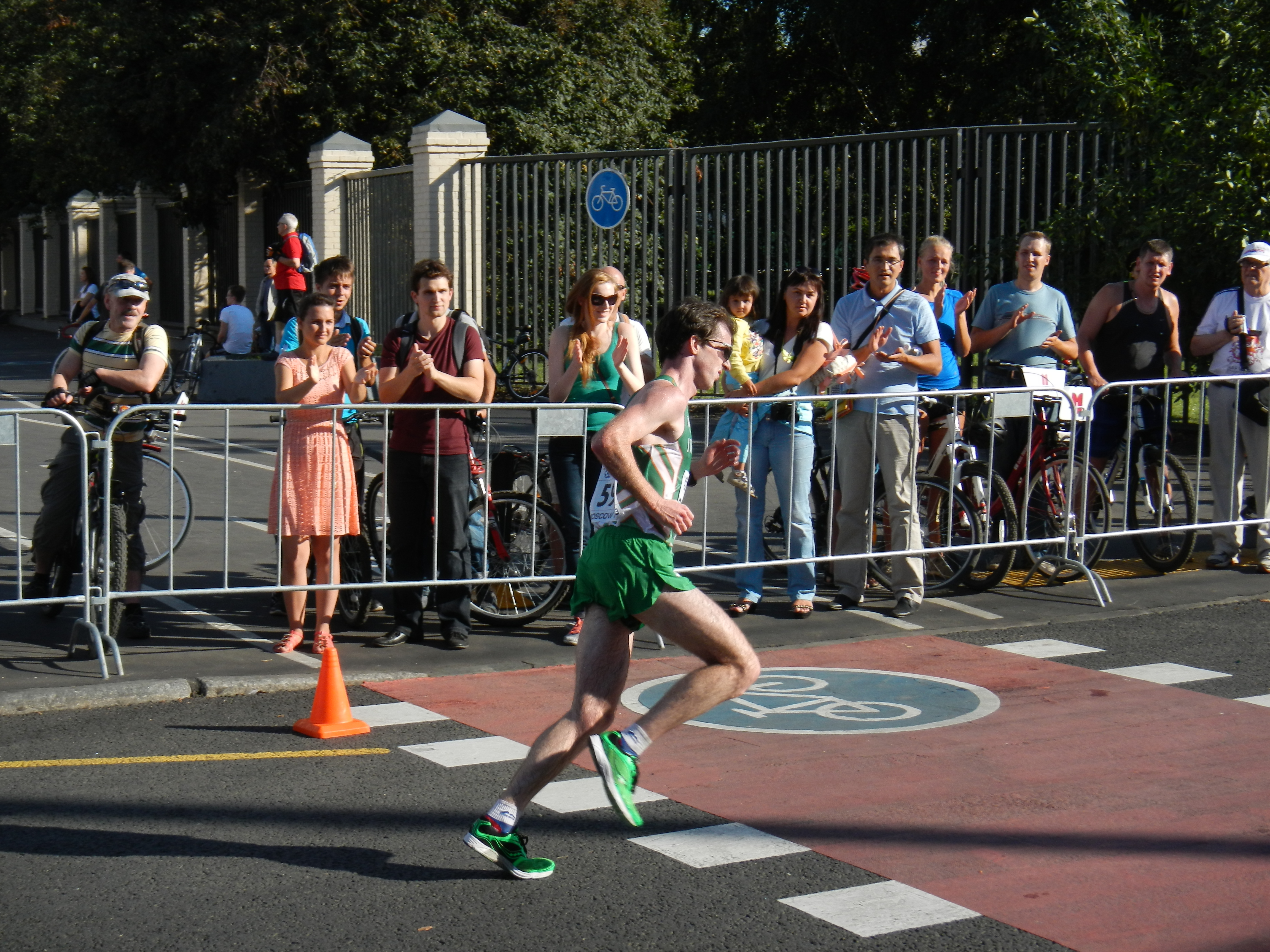
Paul Pollock – Rang 21
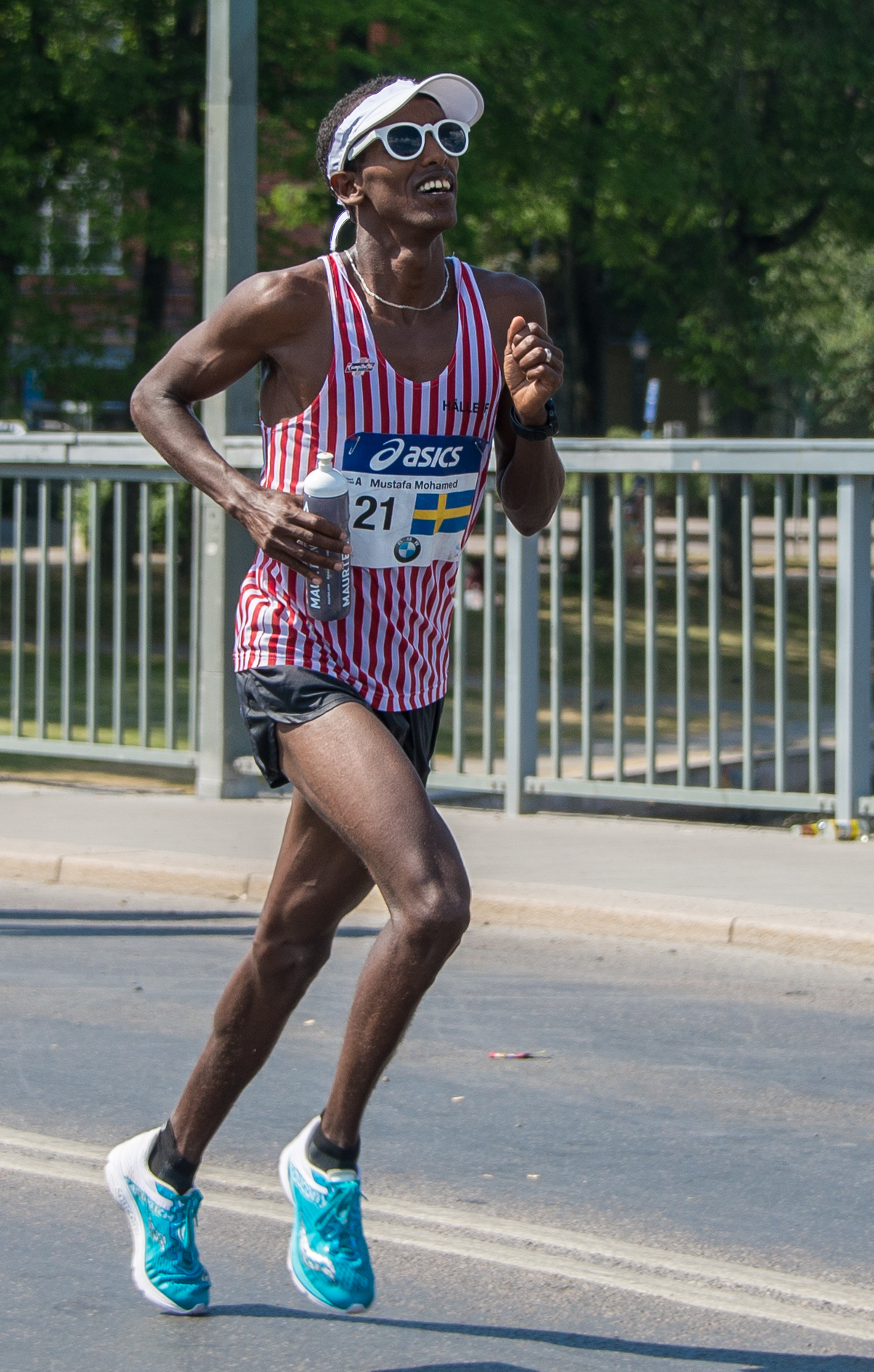
Mustafa Mohamed – Rang 22
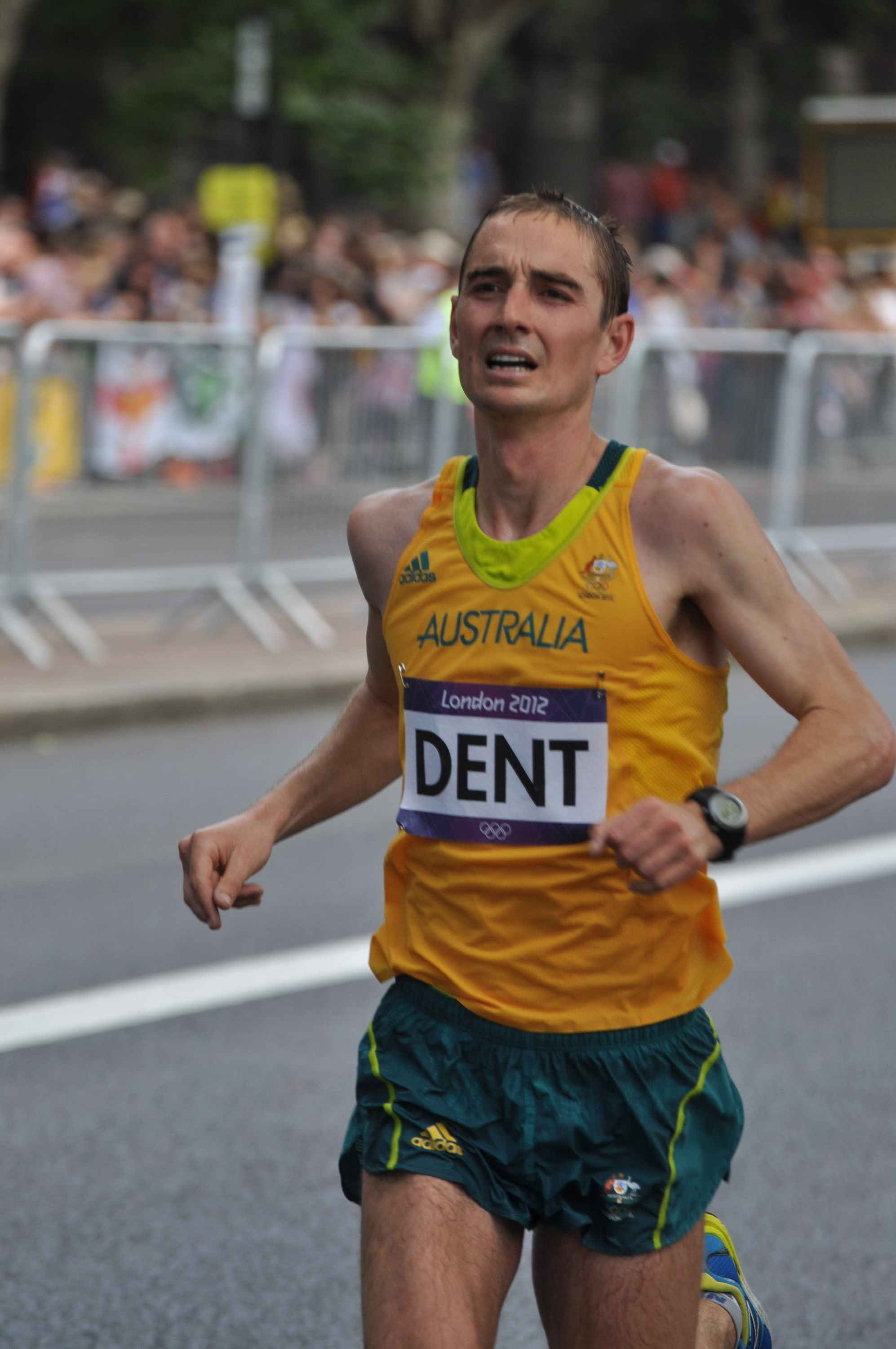
Martin Dent – Rang 23
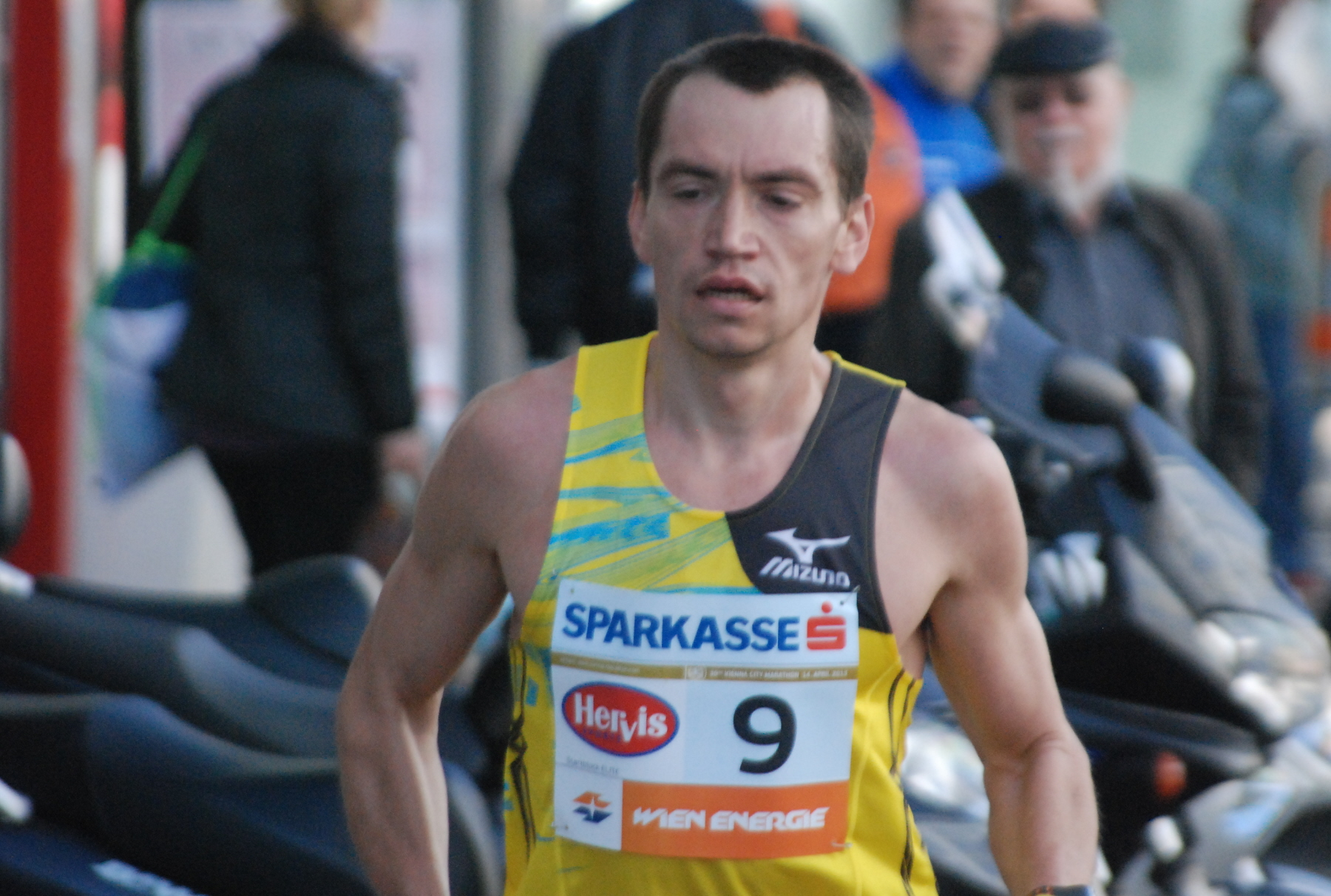
Alexei Sokolow – Rang 24
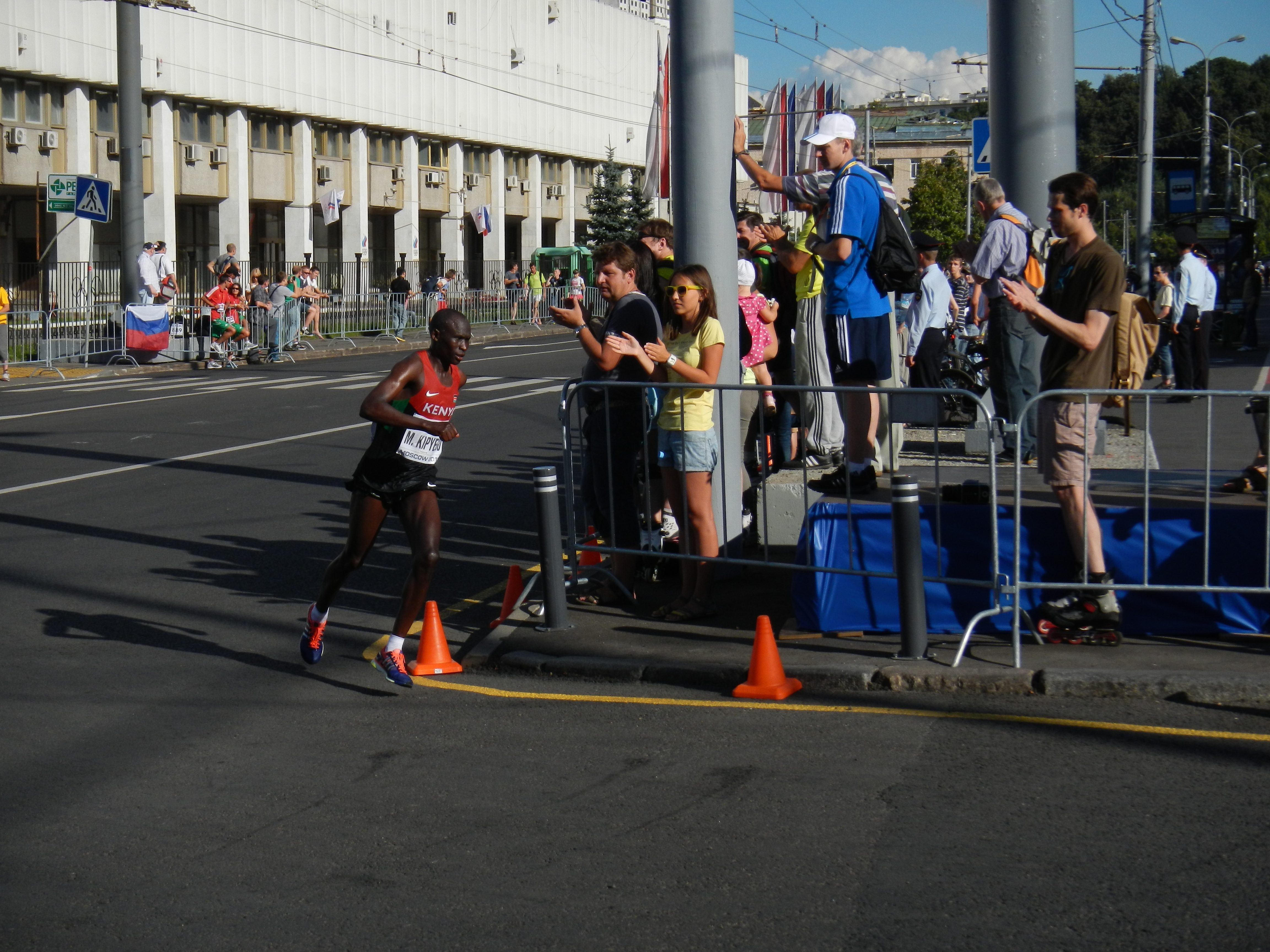
Michael Kipyego – Rang 25
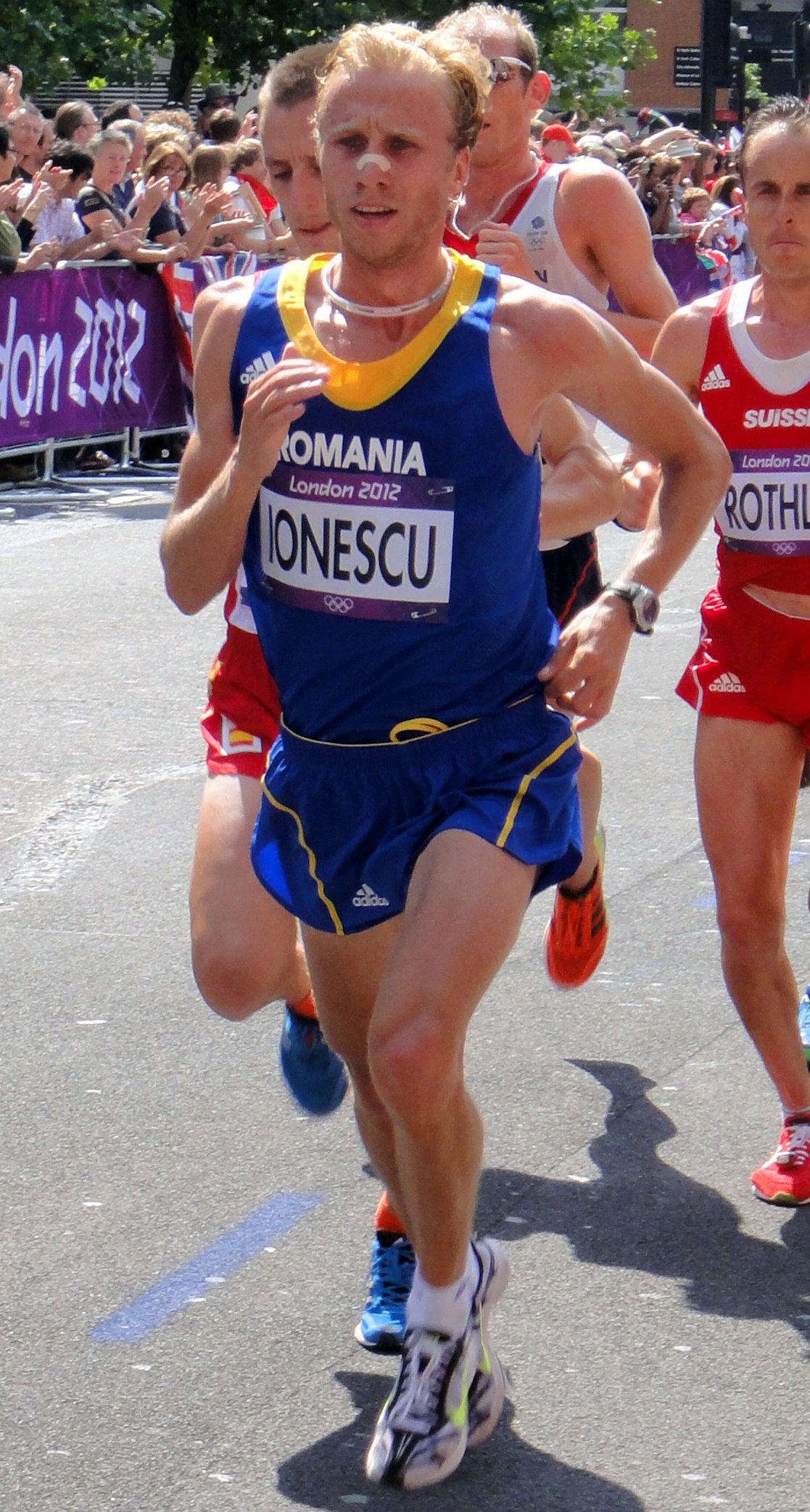
Marius Ionescu – Rang 26
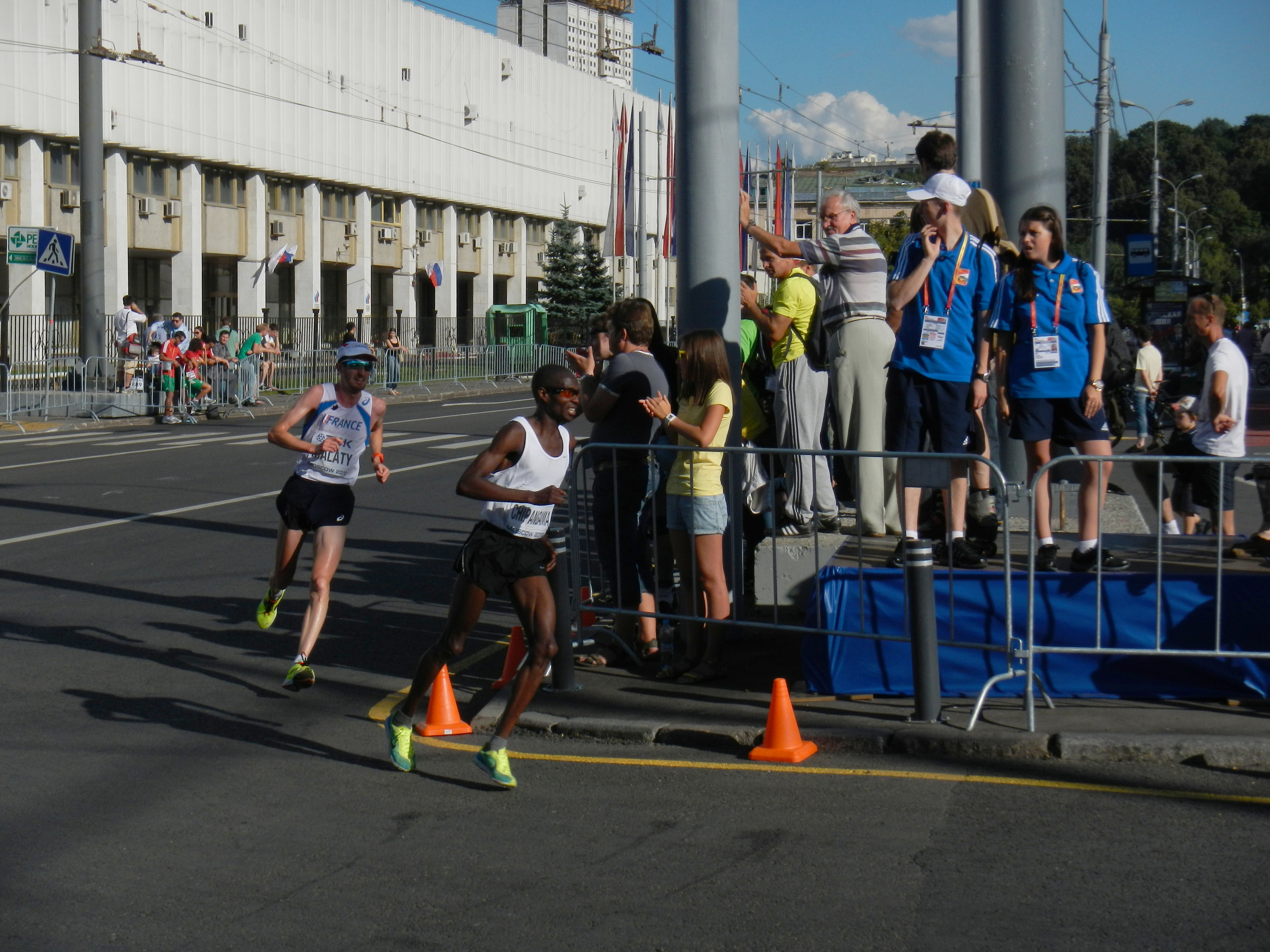
Daniel Tapia – Rang 27
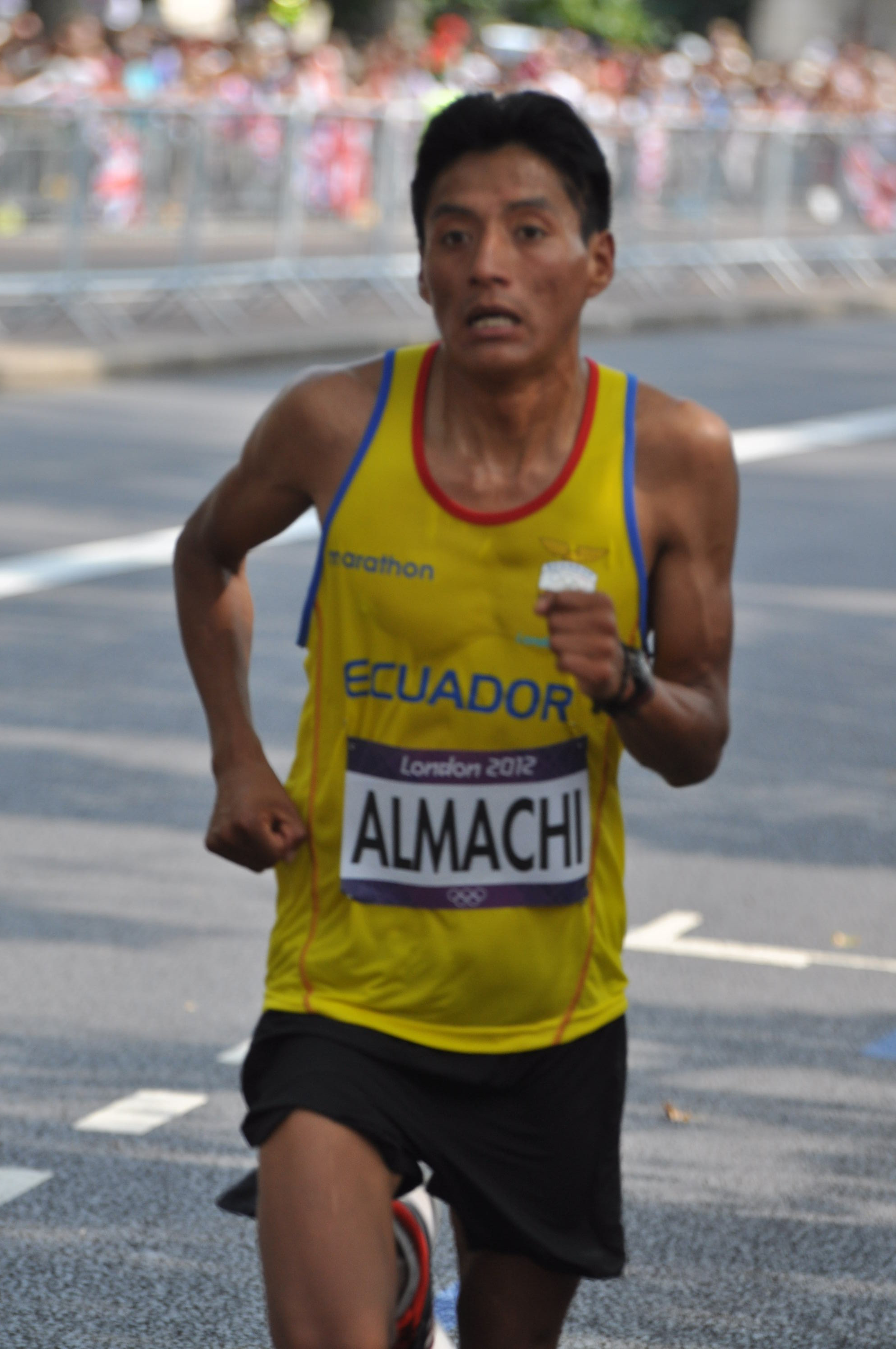
Miguel Ángel Almachi – Rang dreißig
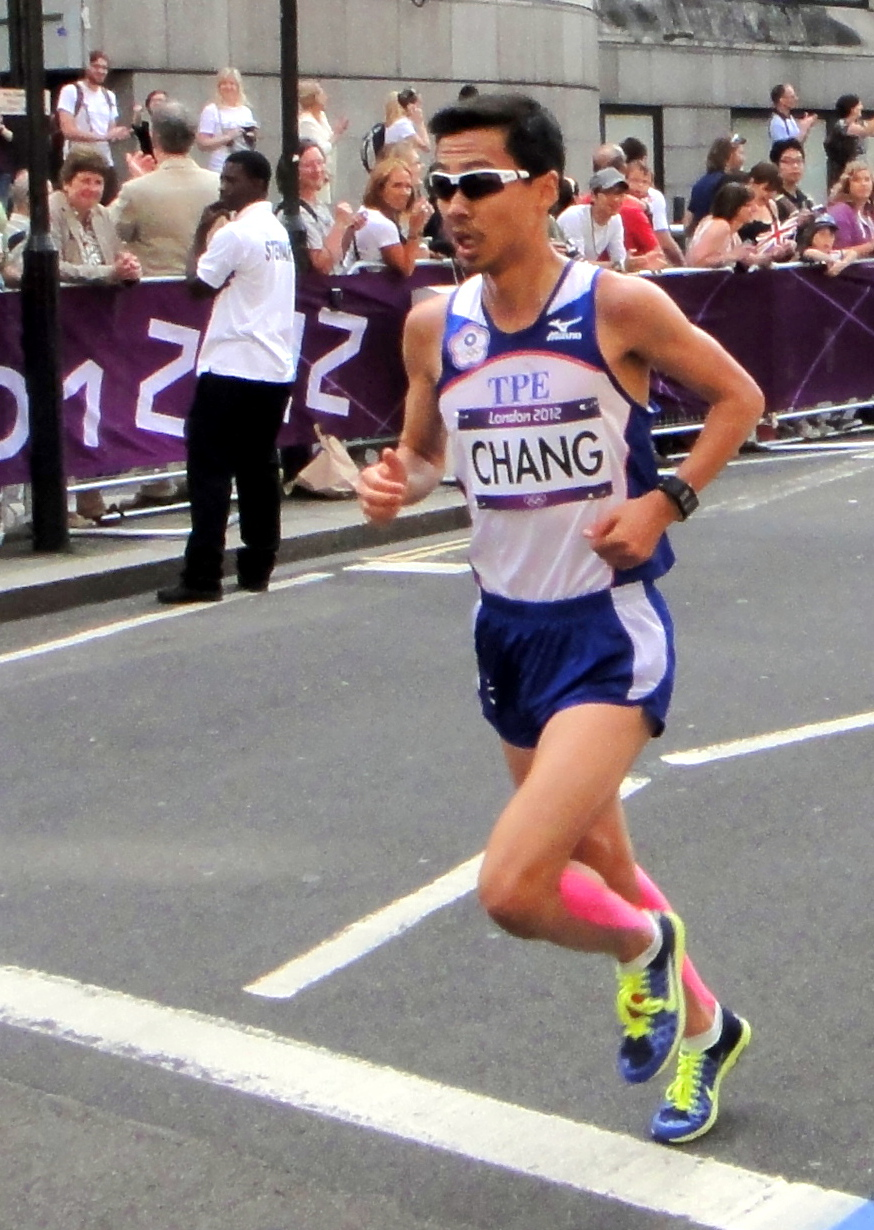
Chang Chia-che – Rang 32
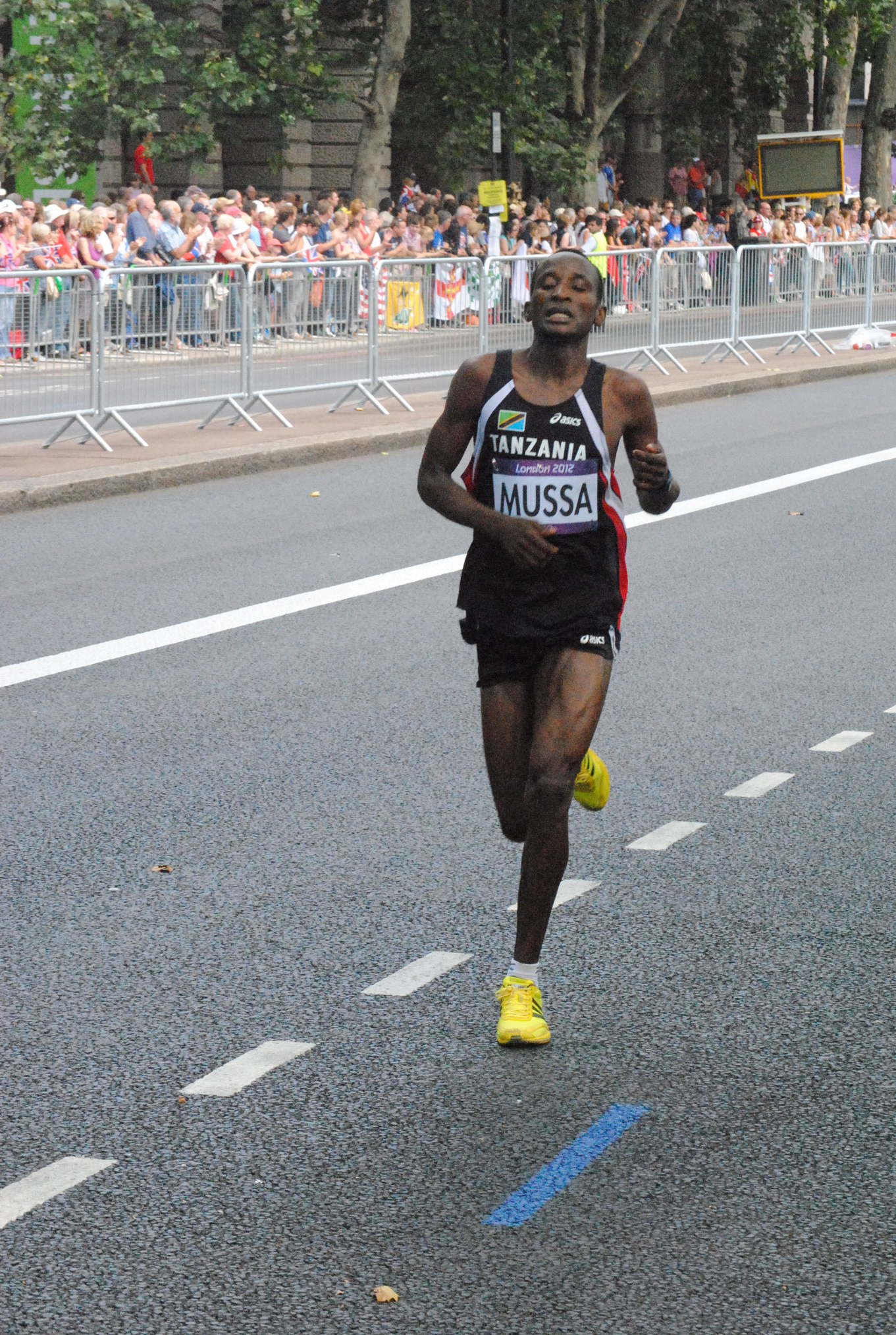
Faustine Mussa – Rang 33
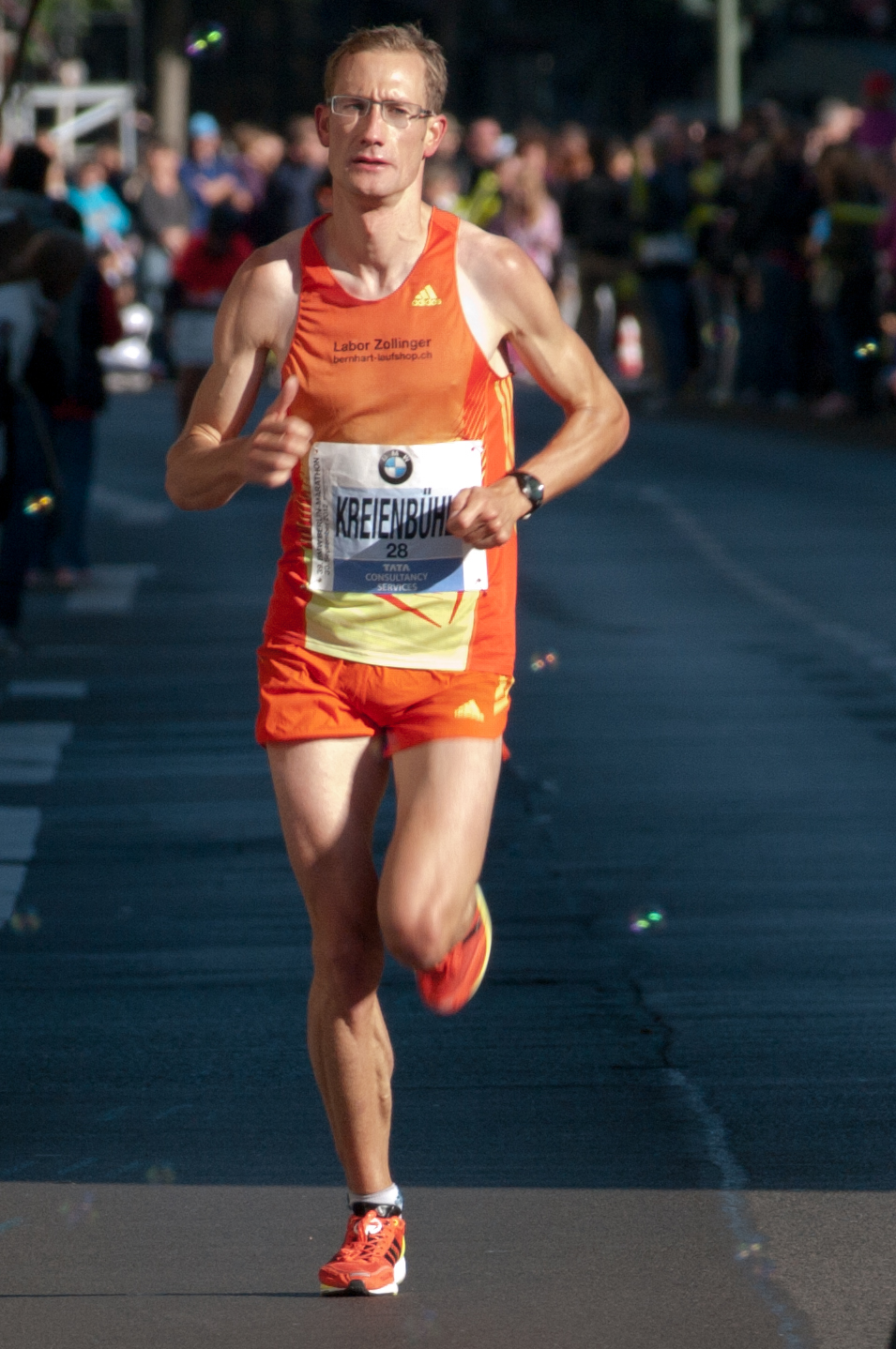
Christian Kreienbühl – Rang 34
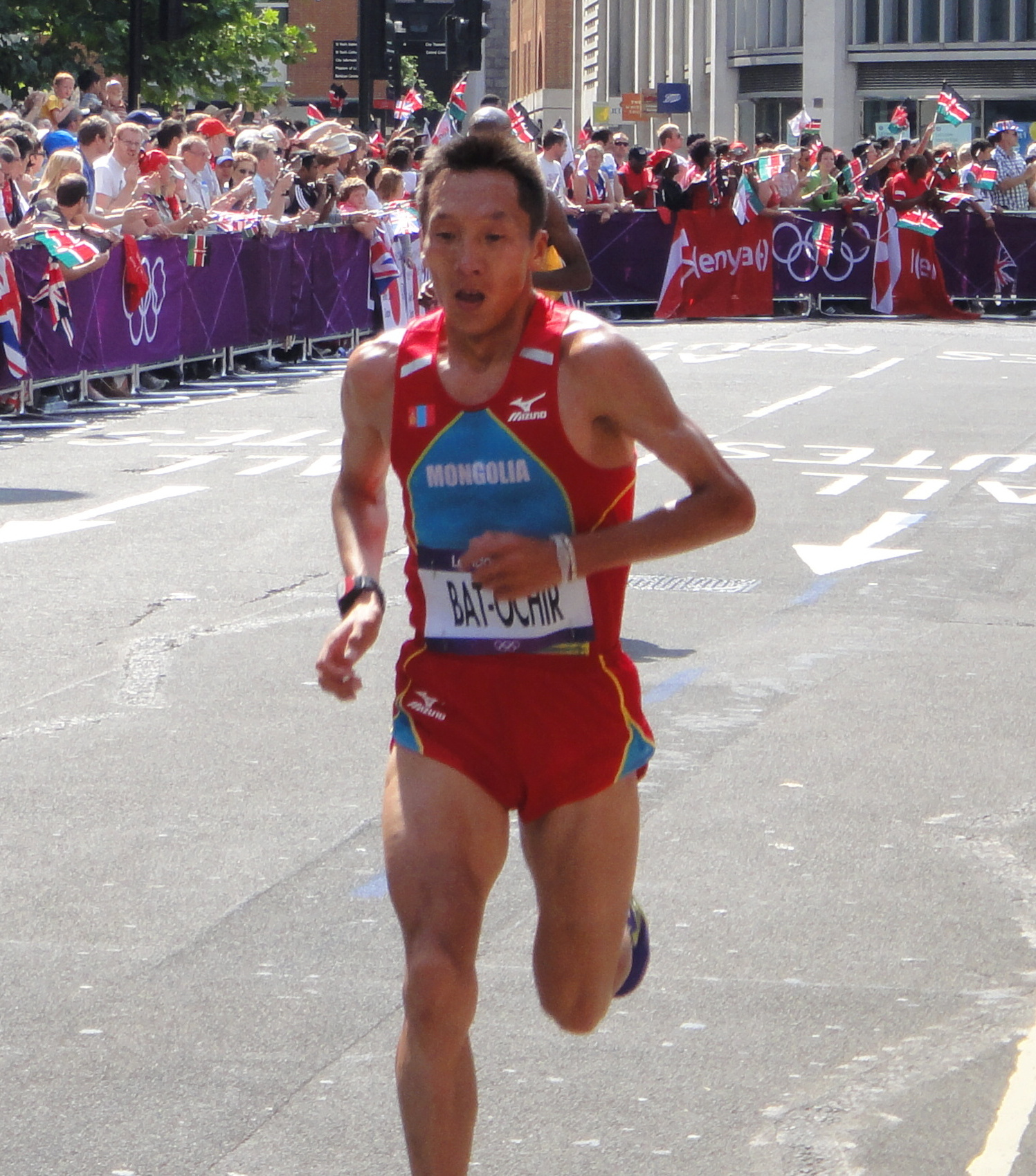
Bat-Otschiryn Ser-Od – Rang 35
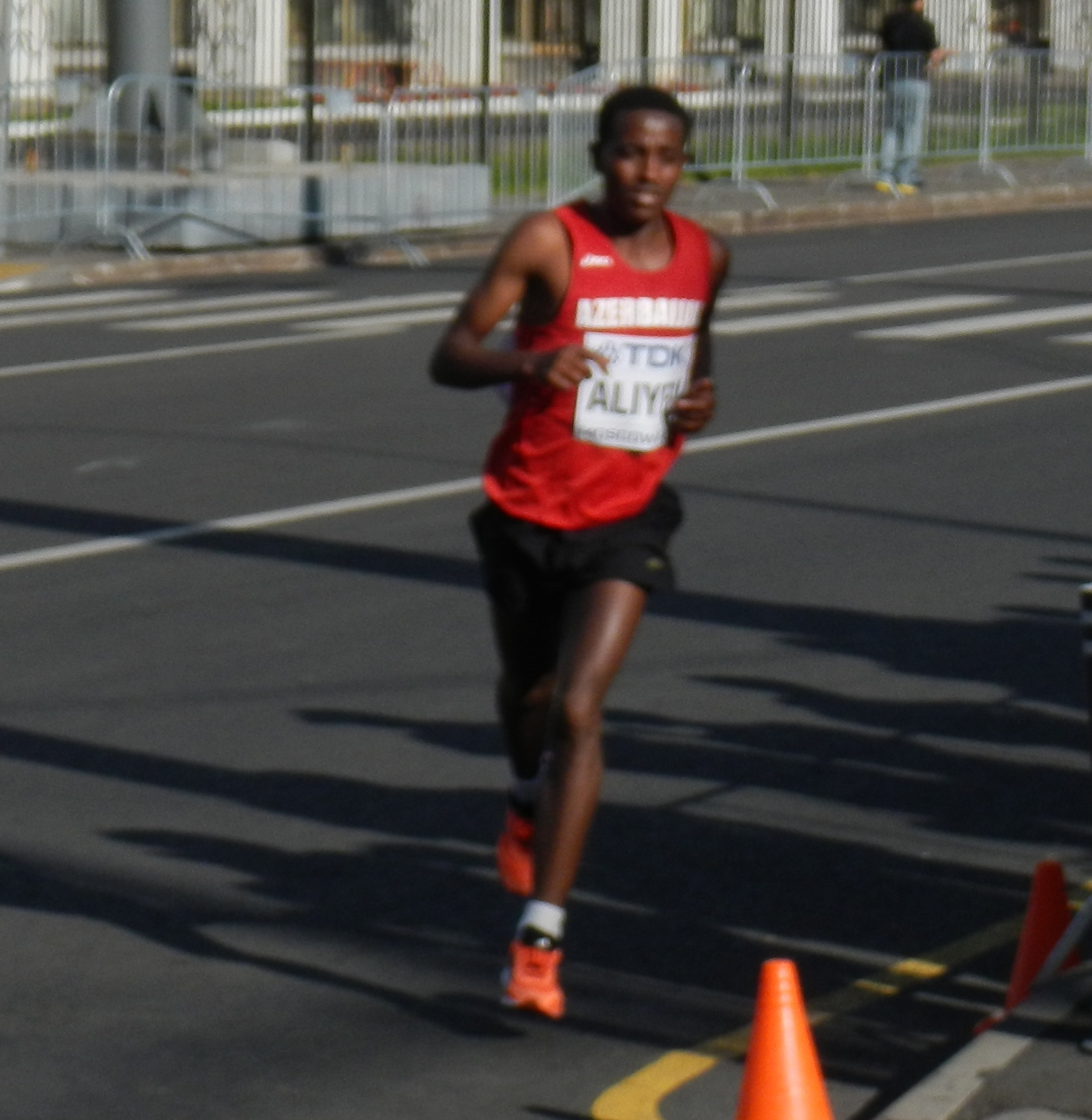
Tilahun Alliyev – Rang 37
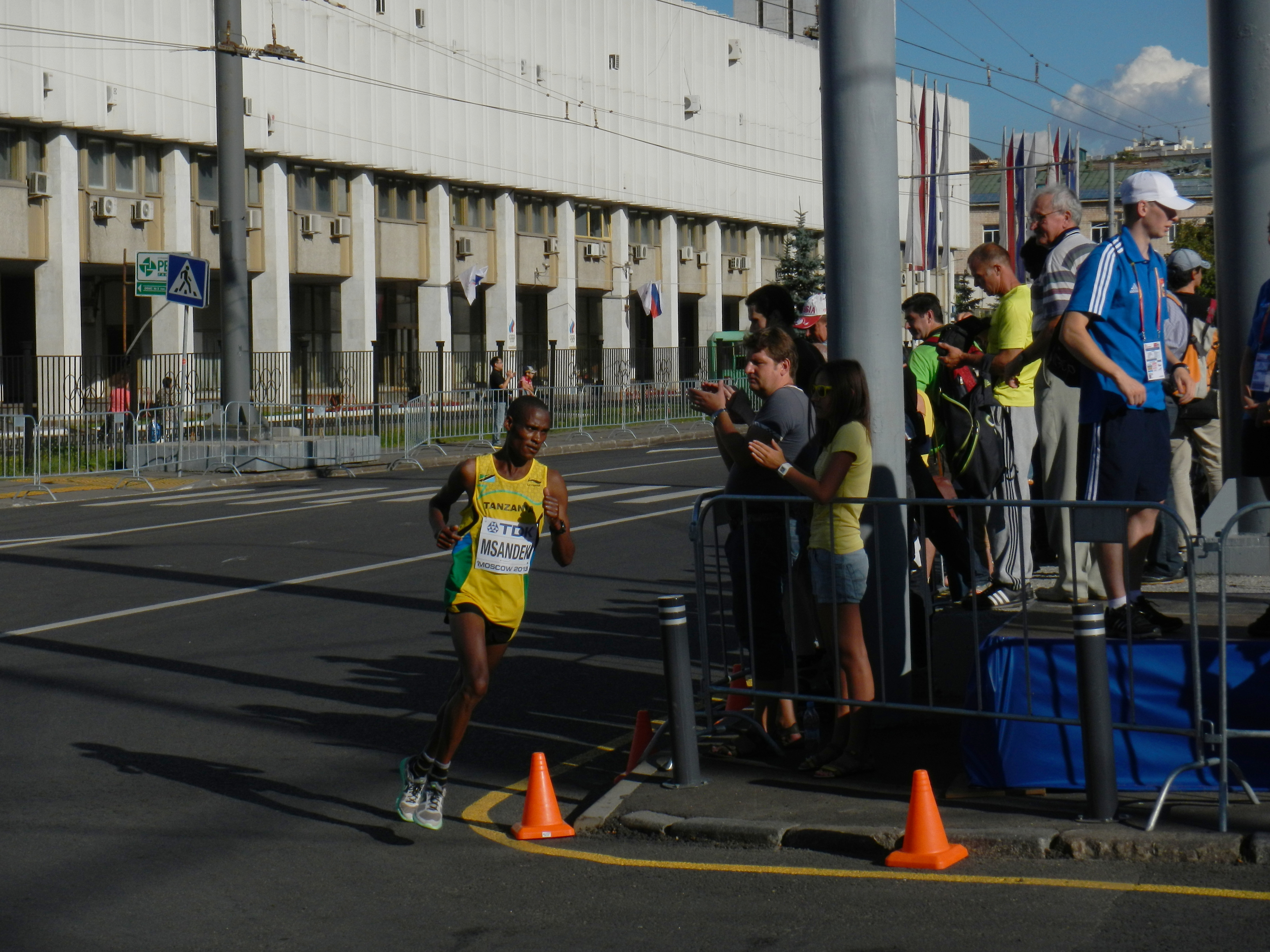
Mohamed Ikoki Msandeki – Rang 38
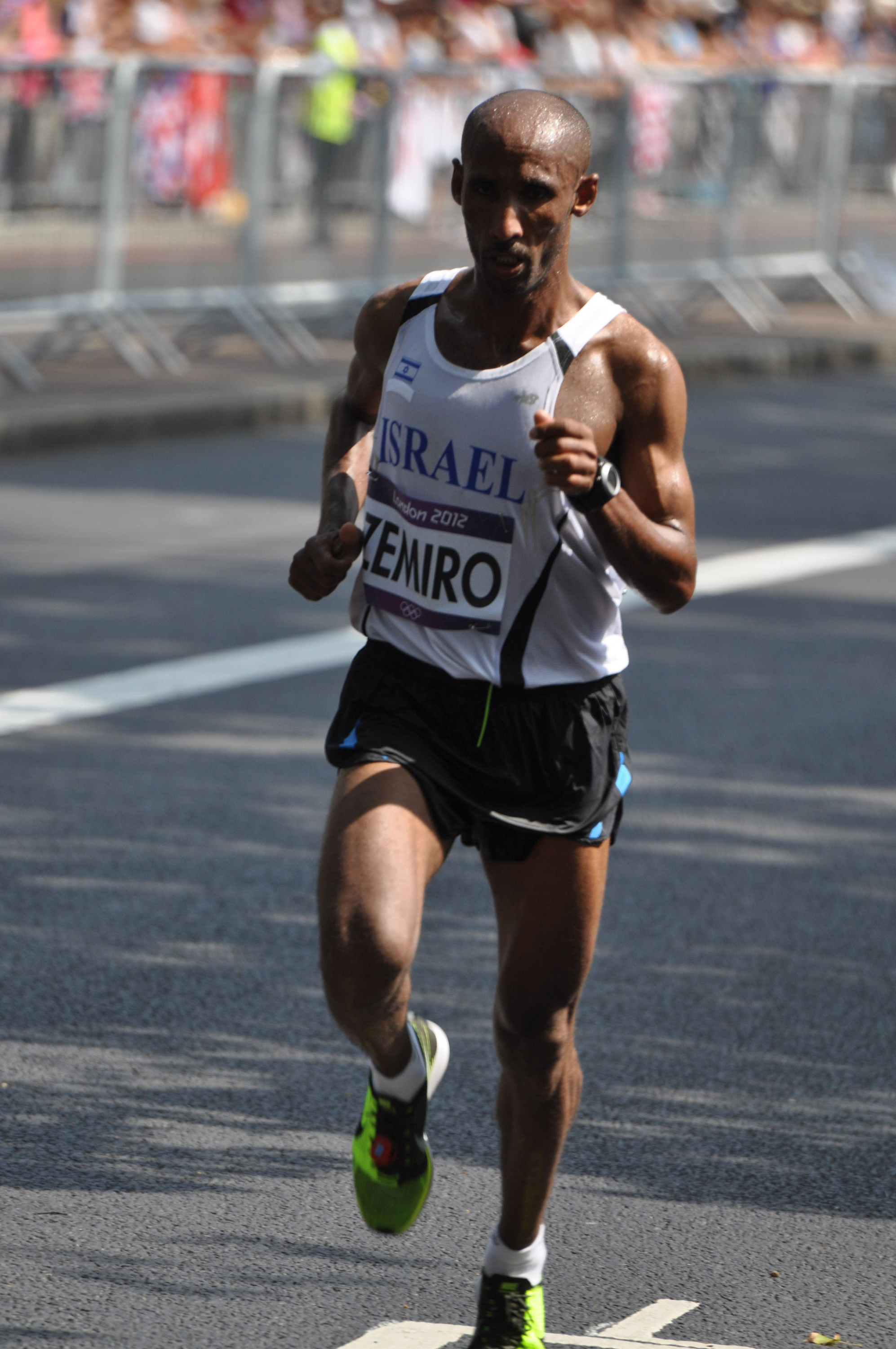
Zohar Zemiro – Rang 39
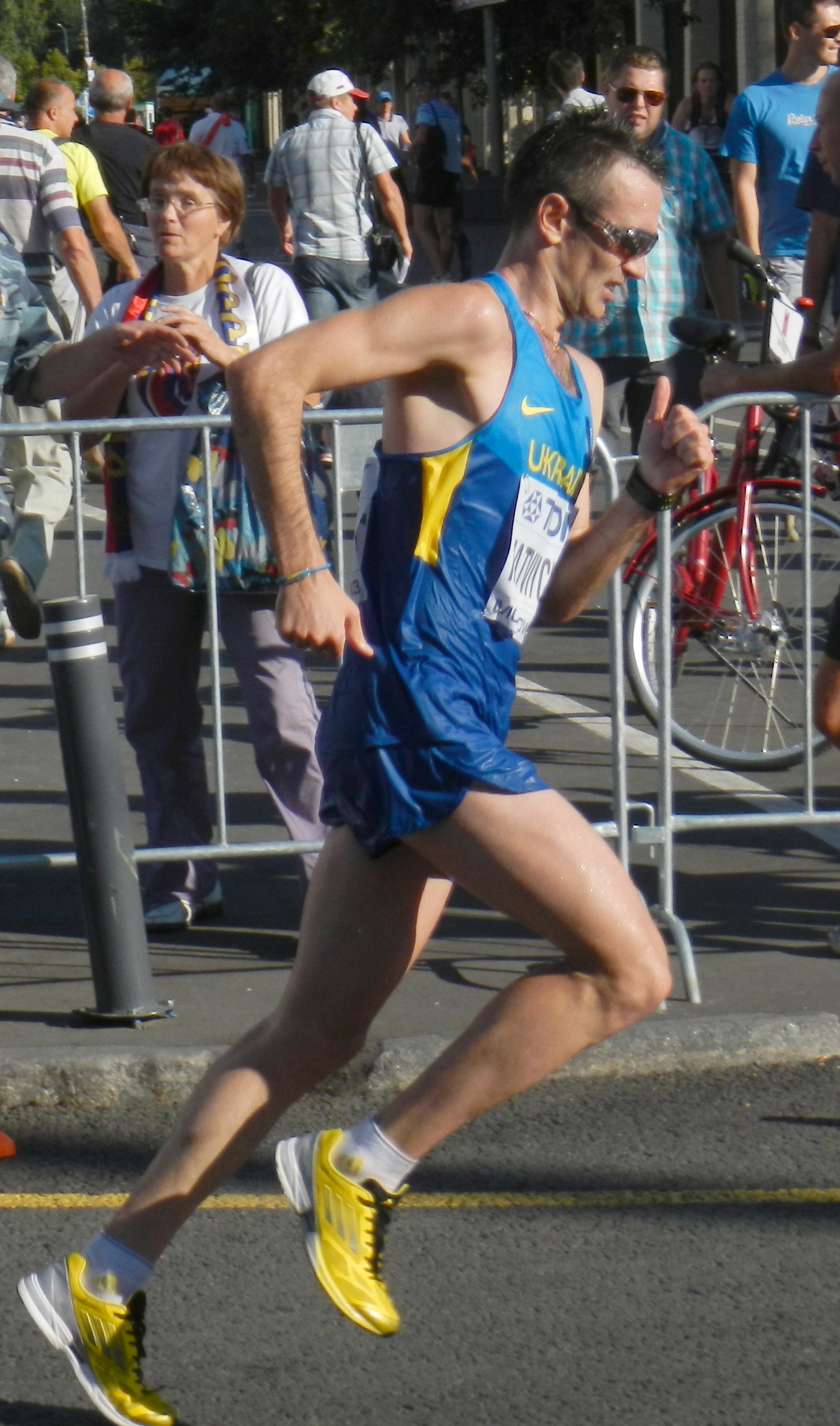
Wassyl Matwijtschuk – Rang 41
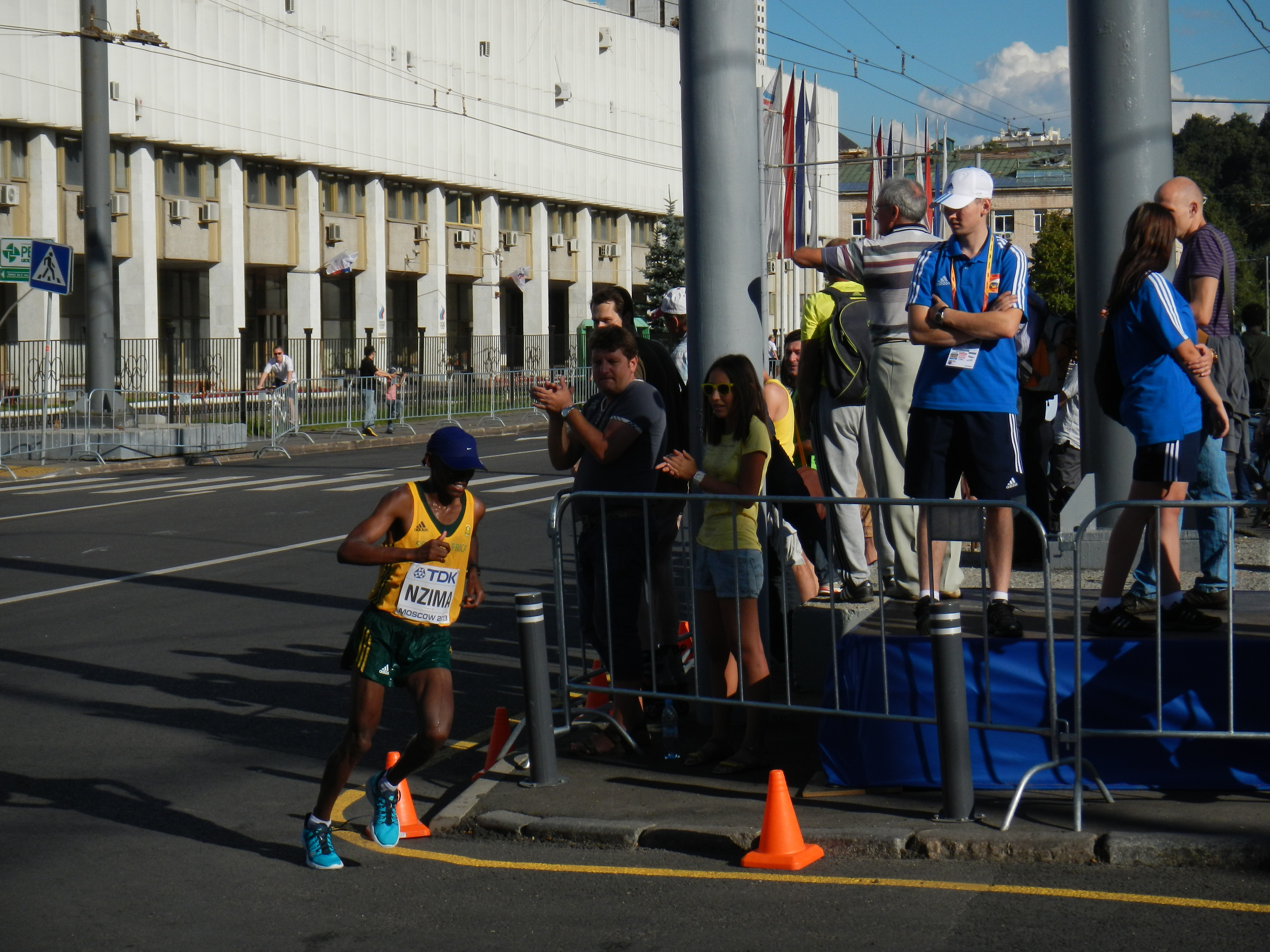
Sibusiso Nzima – Rang 42
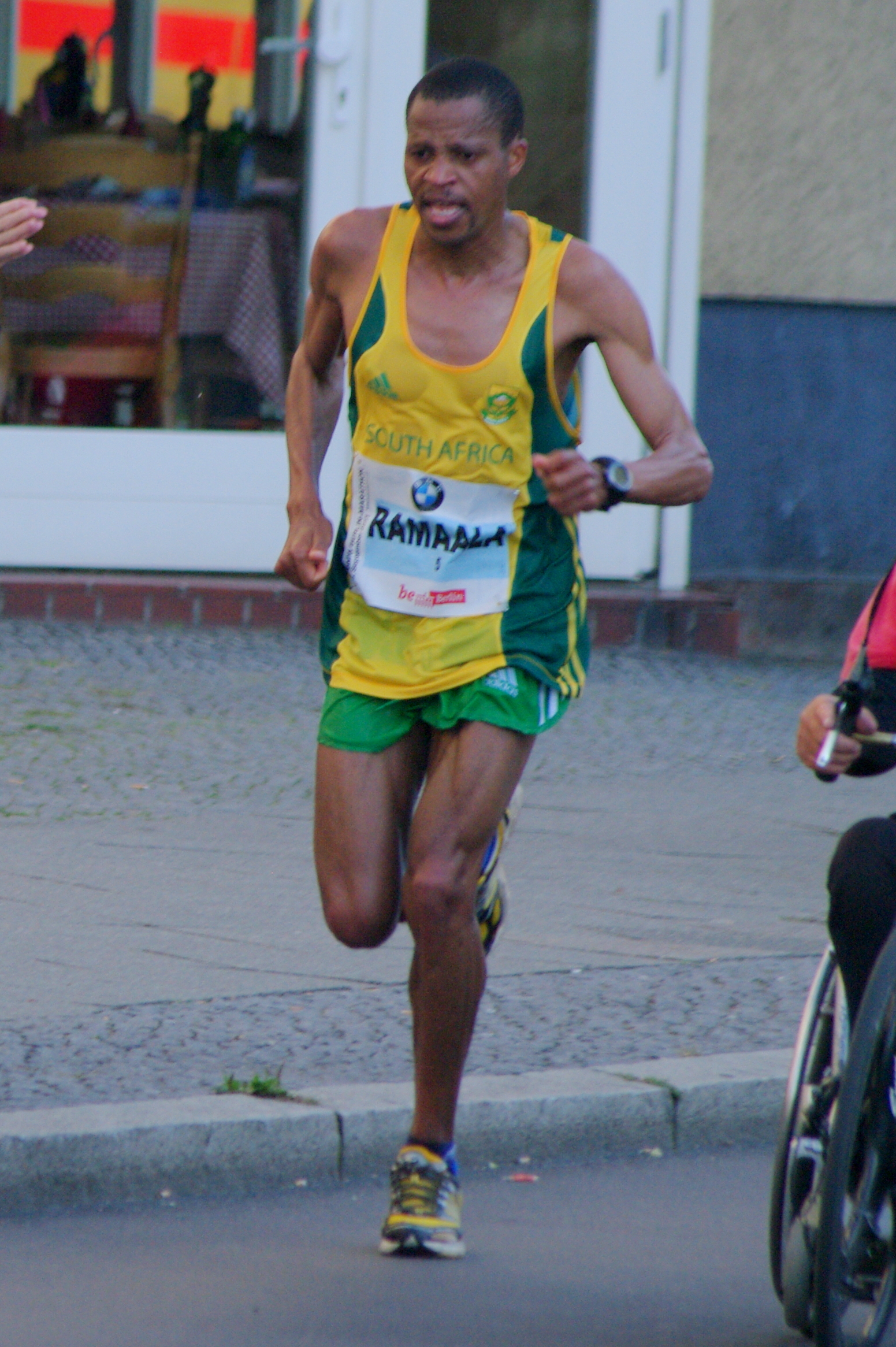
Hendrick Ramaala – Rang 46
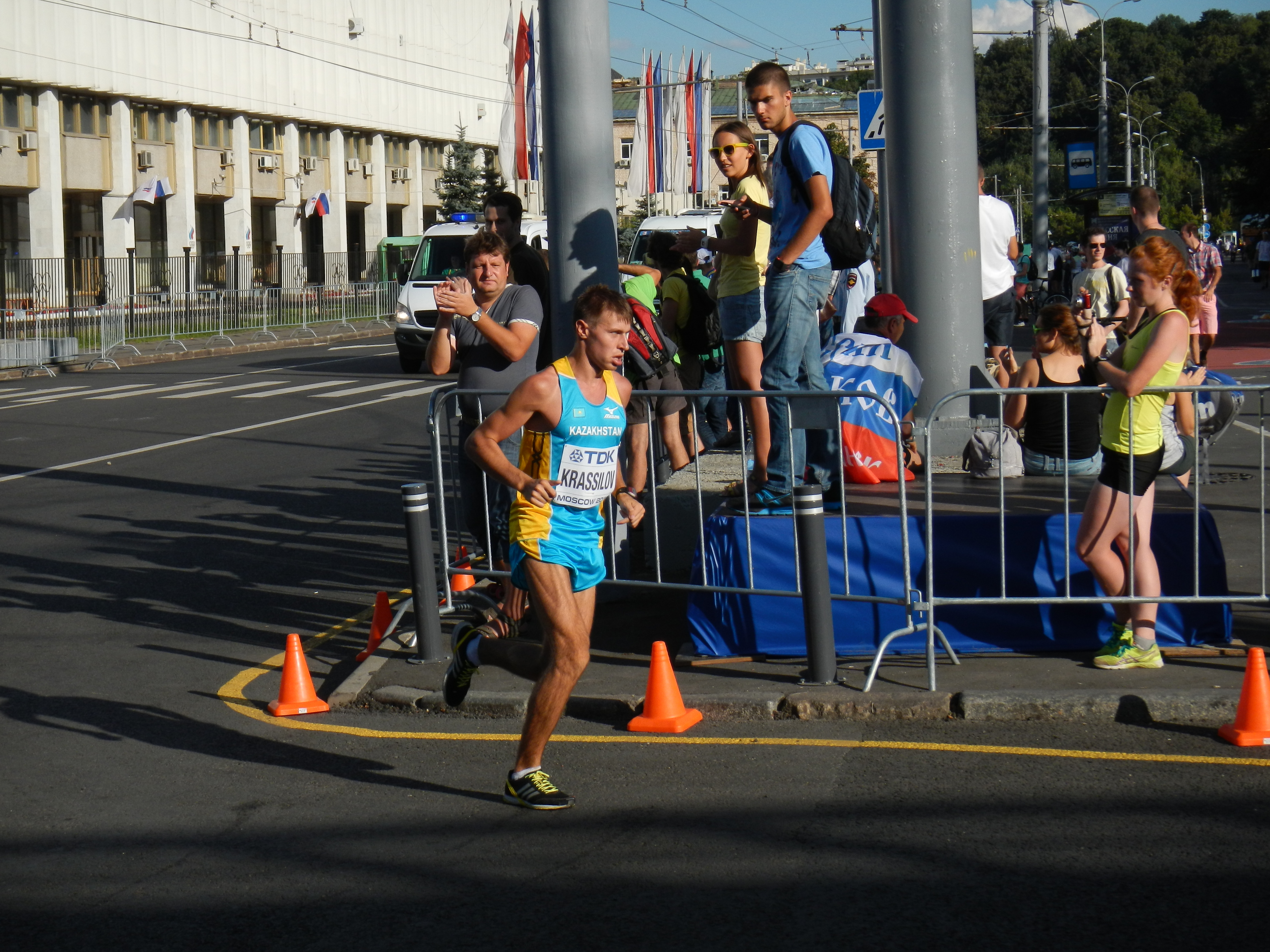
Michail Krassilow – Rang fünfzig
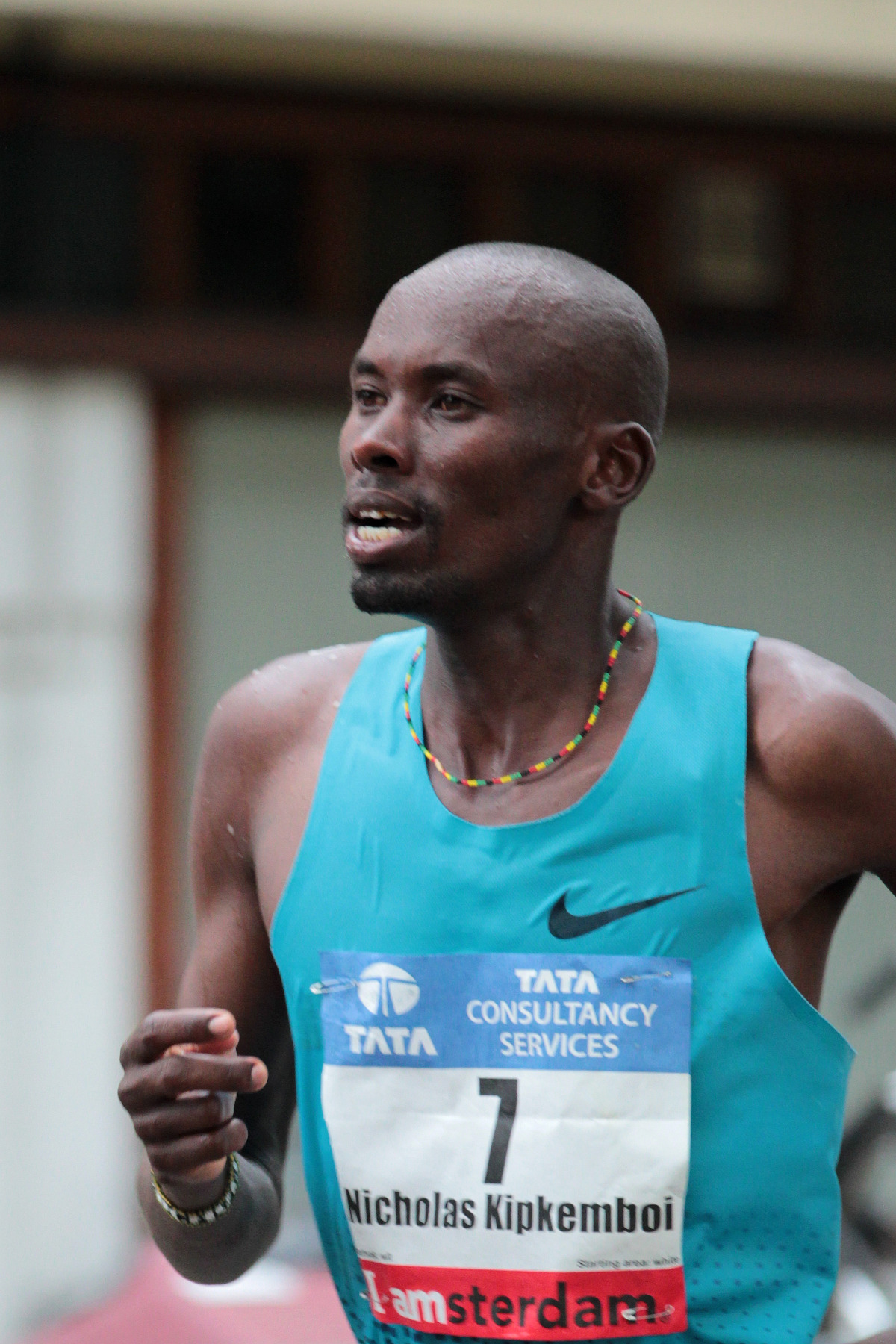
Nicholas Kipkemboi – Rennen nicht beendet
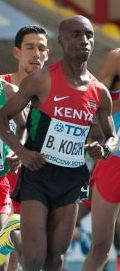
Bernard Kiprop Koech – Rennen nicht beendet
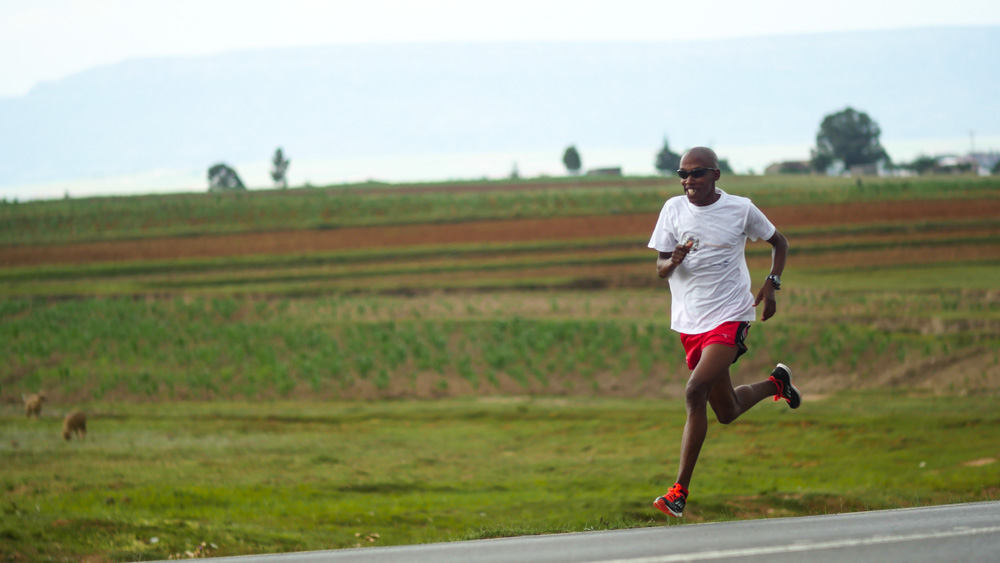
Jobo Khatoane – Rennen nicht beendet
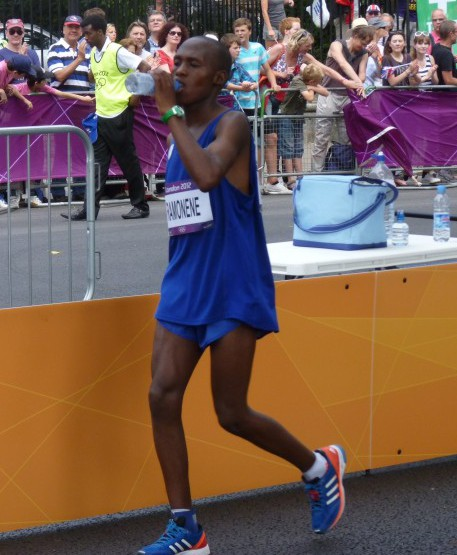
Tsepo Ramonene – Rennen nicht beendet
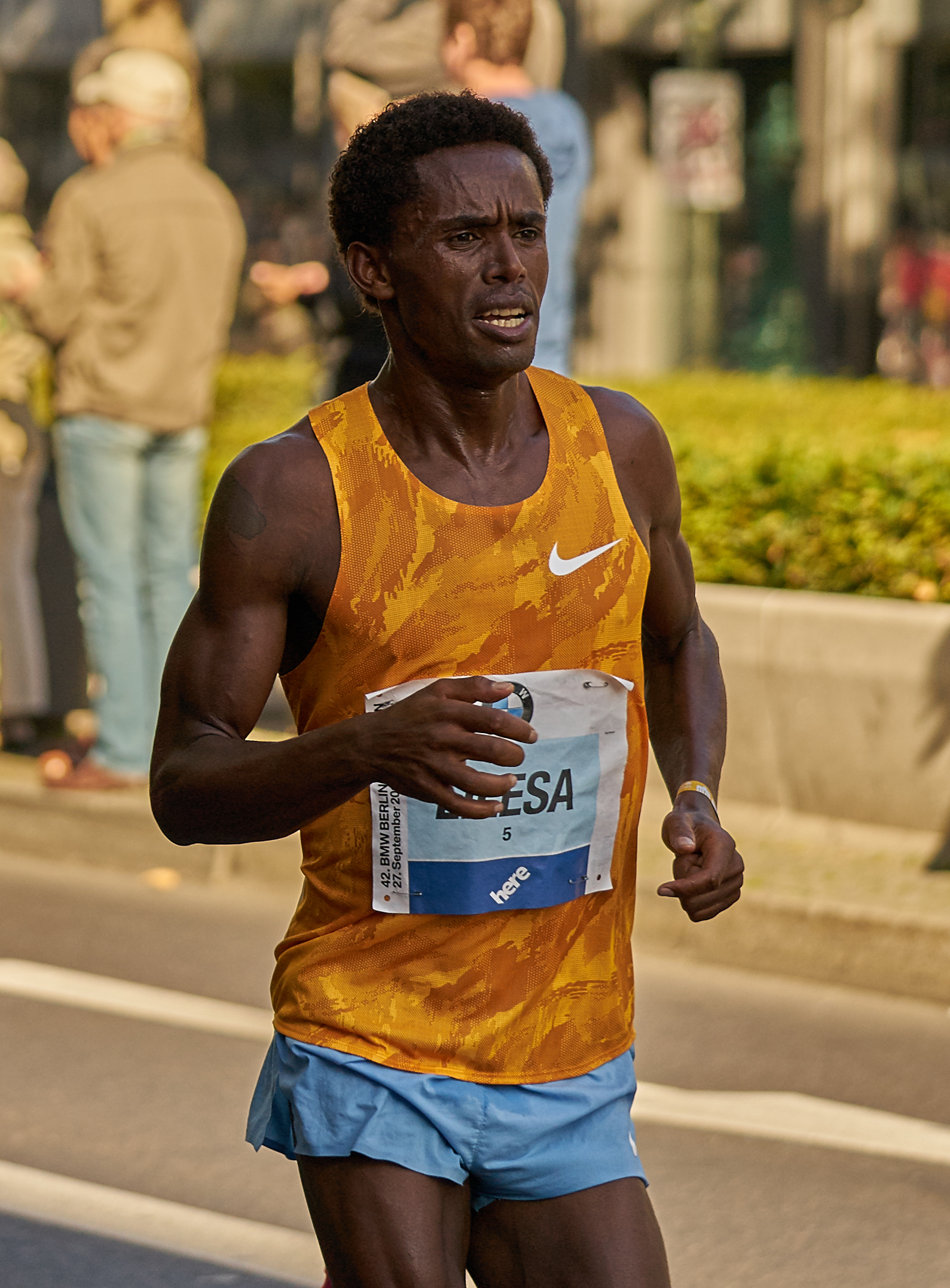
Feyisa Lilesa – Rennen nicht beendet
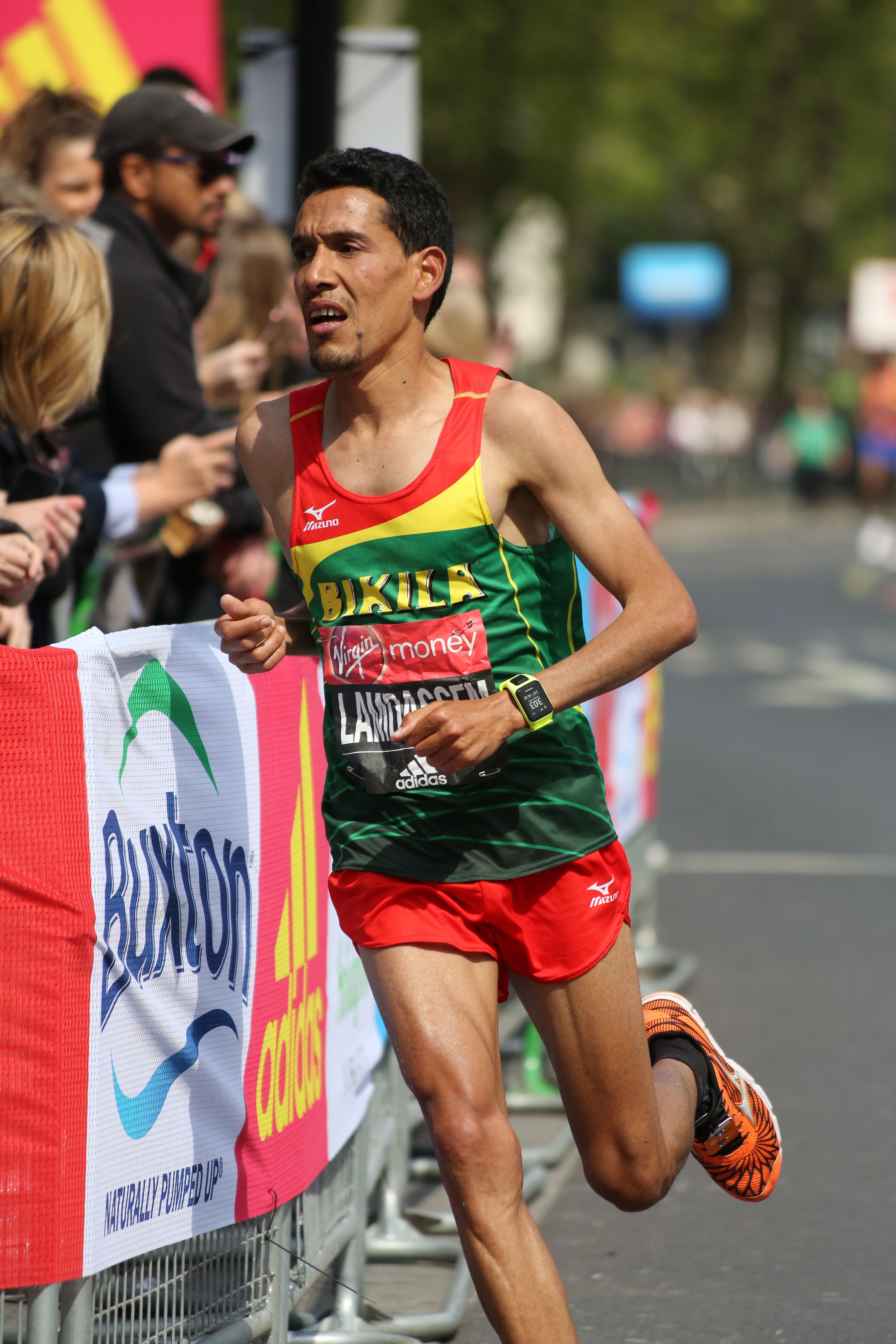
Ayam Lamdassem – Rennen nicht beendet
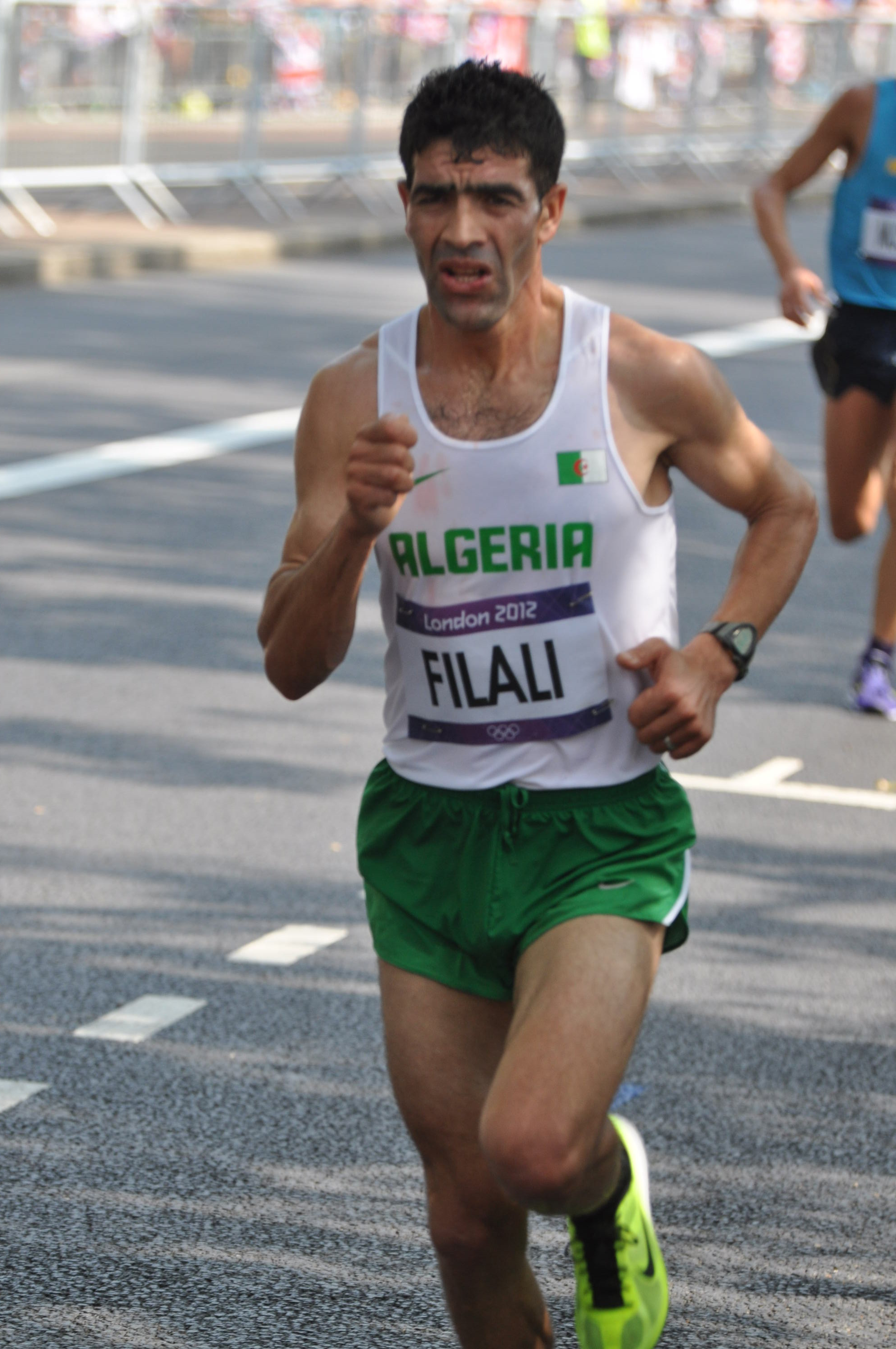
Tayeb Filali – Rennen nicht beendet
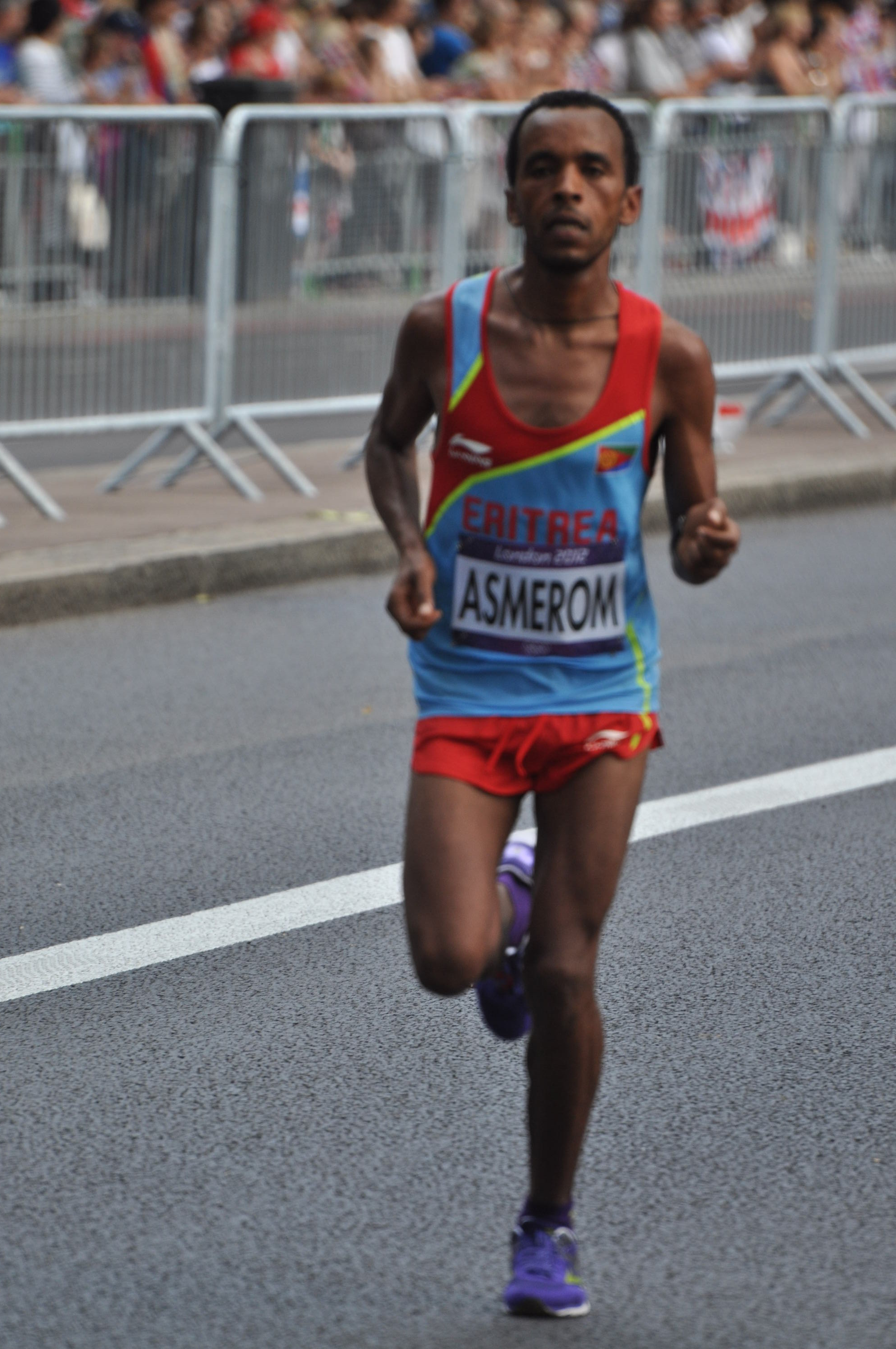
Yared Asmerom – Rennen nicht beendet
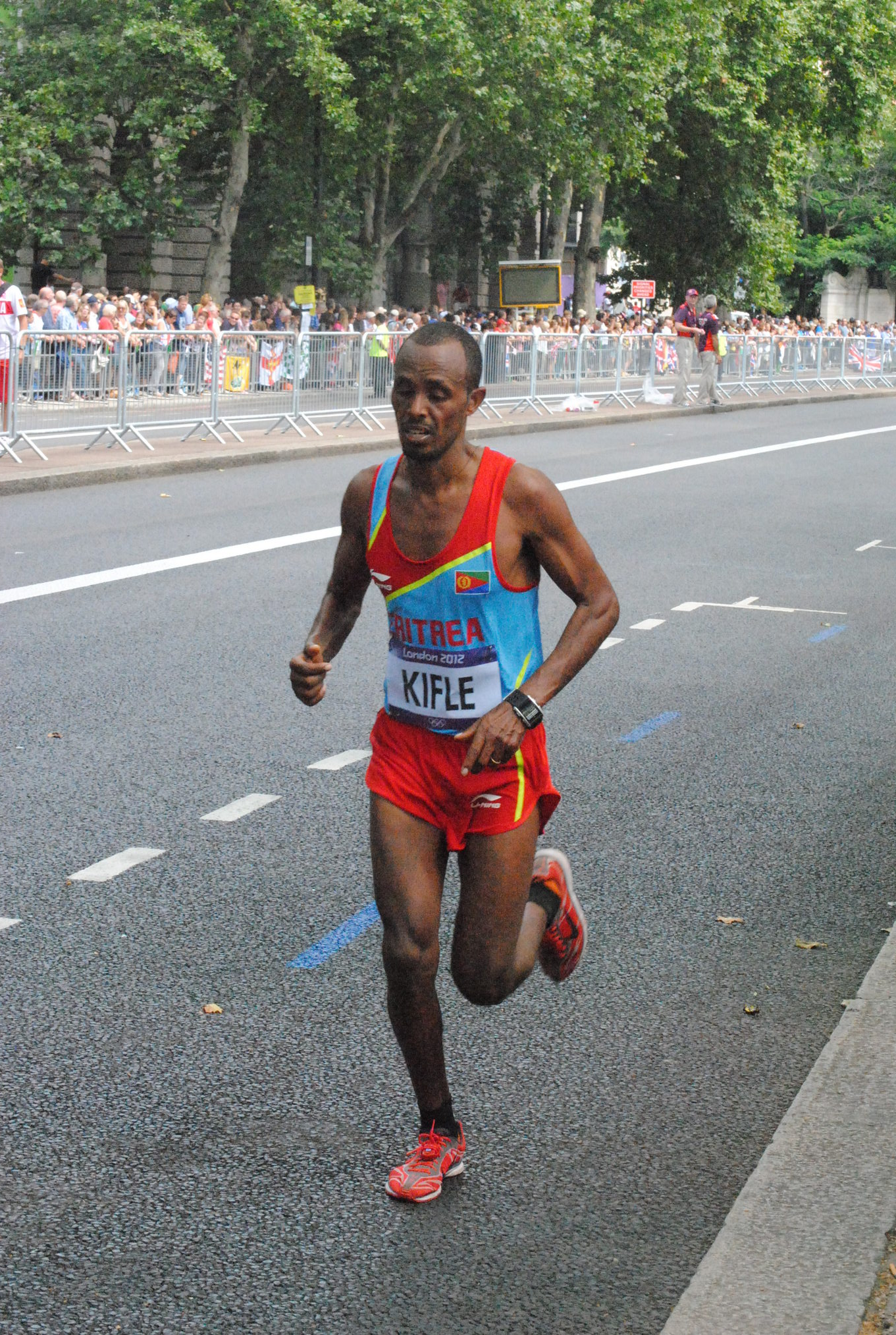
Yonas Kifle – Rennen nicht beendet
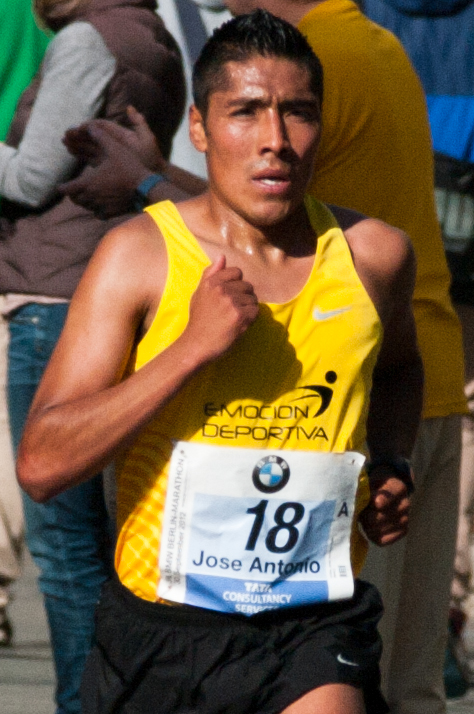
Jose Antonio Uribe – Rennen nicht beendet
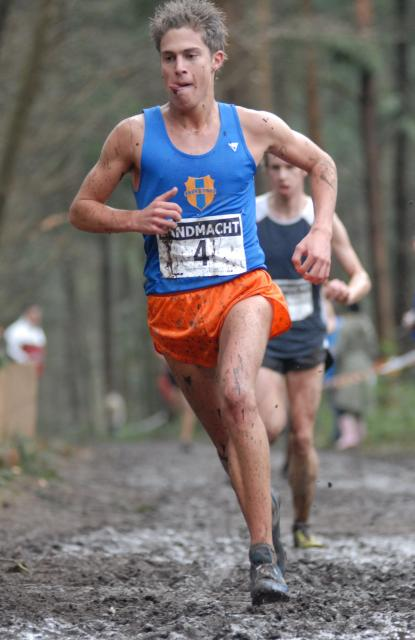
Michel Butter – Rennen nicht beendet
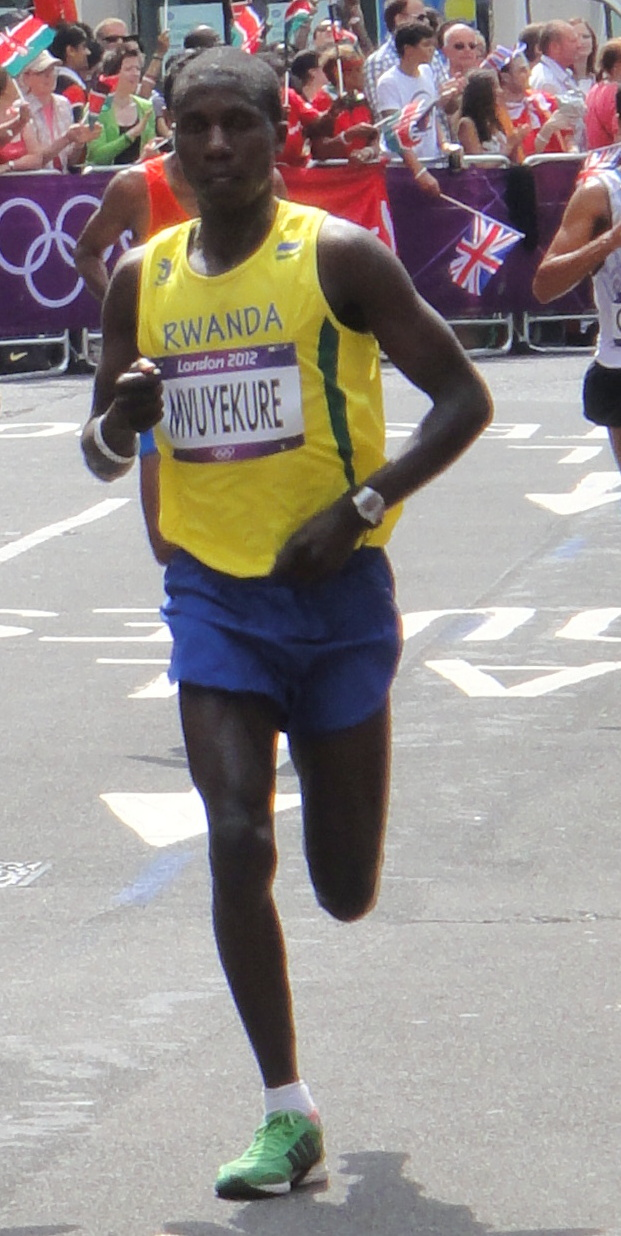
Jean Pierre Mvuyekure – Rennen nicht beendet
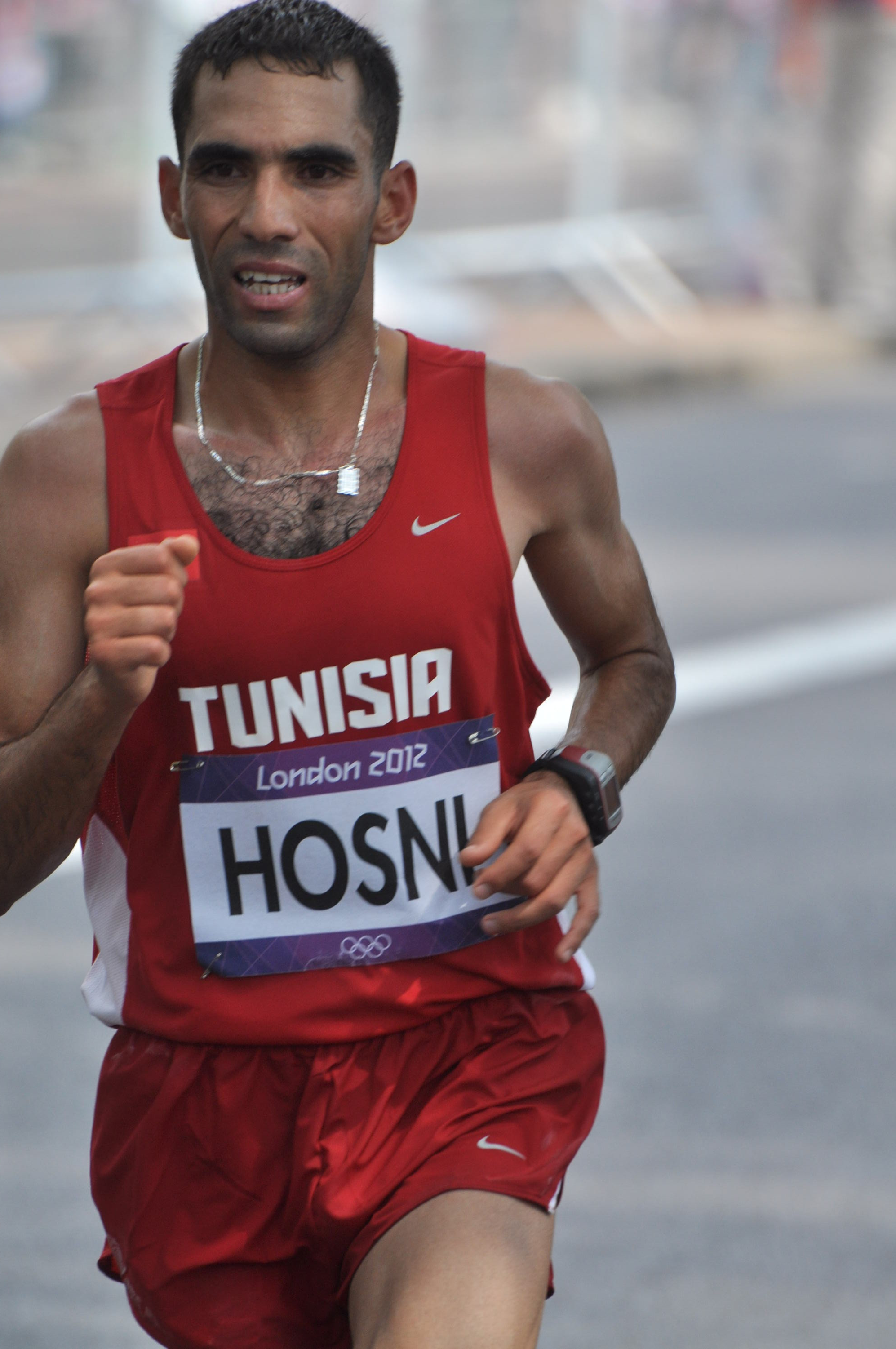
Wissem Hosni – Rennen nicht beendet
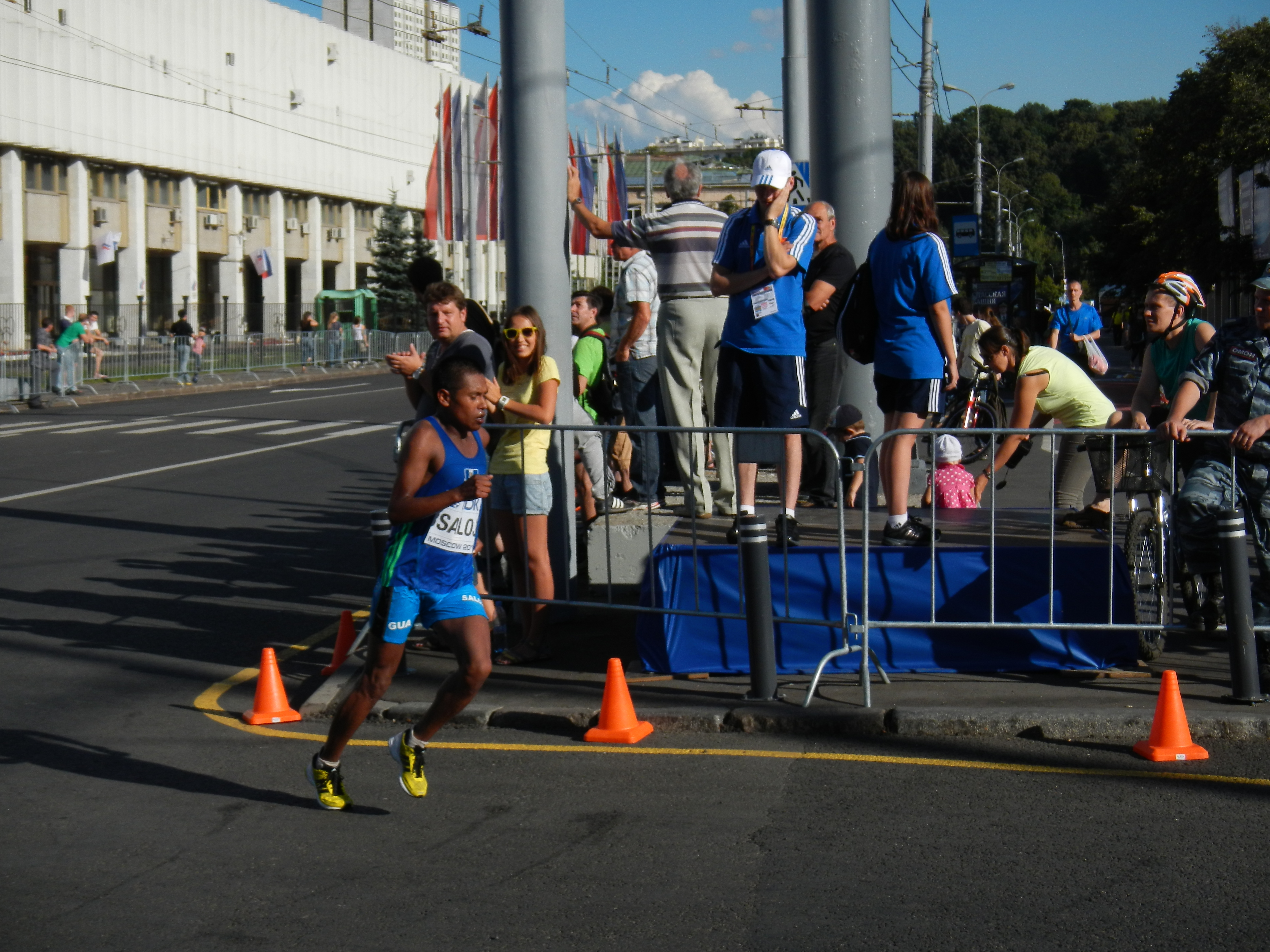
Der zunächst zehntplatzierte Jeremias Saloj wurde des EPO-Dopings überführt und disqualifiziert
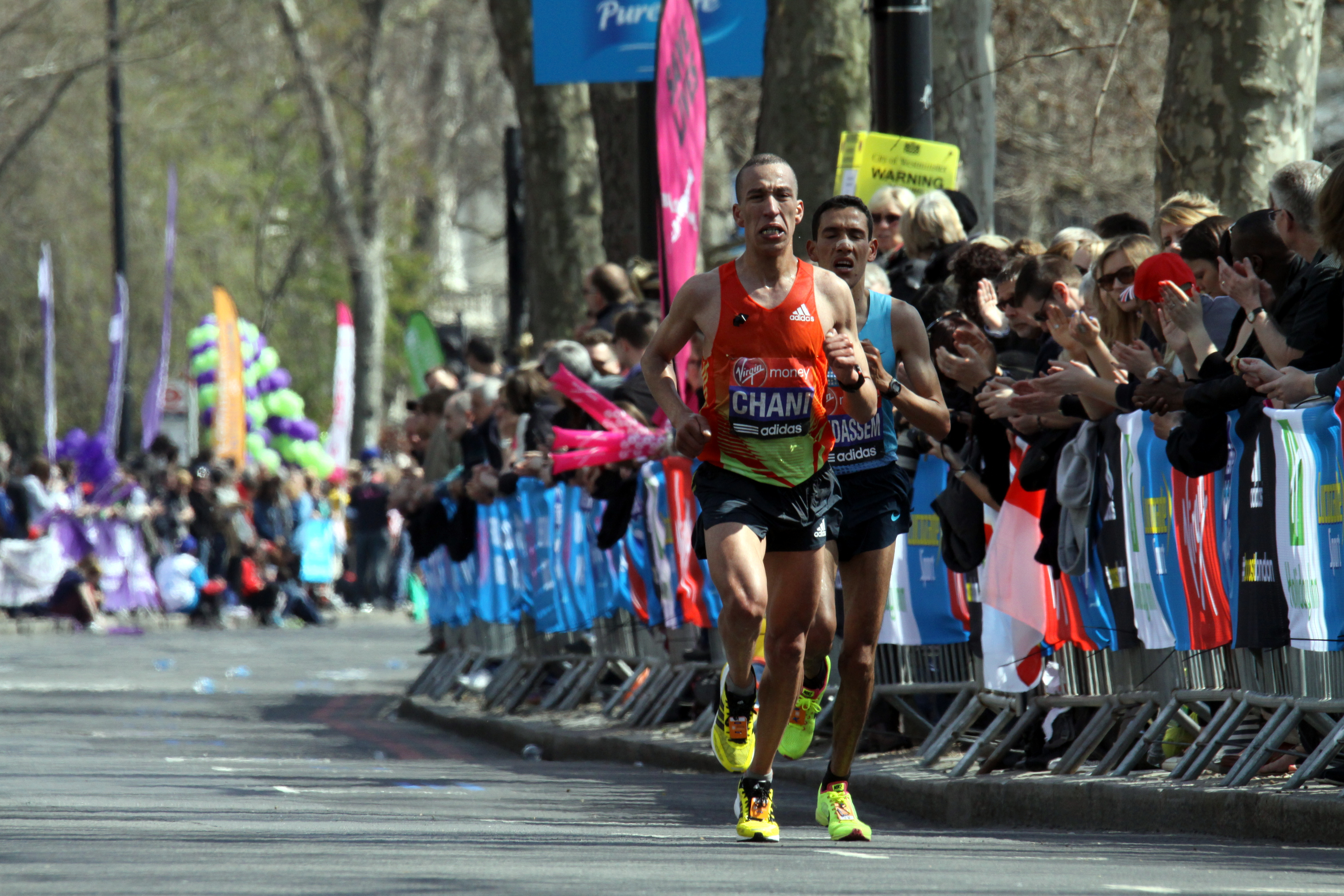
Hafid Chani – gedopt und disqualifiziert

## Video
- Moscow 2013 - Marathon Men, youtube.com, abgerufen am 20. Januar 2021